# Karakalpakistán
Karakalpakistán o Karakalpakia, oficialmente República de Karakalpakistán,  alternativamente República de Karakalpakstán (en uzbeko, Qoraqalpogʻiston Respublikasi ; en karakalpako, Qaraqalpaqstan Respublikası) es una república autónoma que, junto con las doce provincias y la ciudad capital Taskent, conforman la República de Uzbekistán. Su capital es Nukus. Está ubicada en el extremo oeste del país, limitando al oeste y norte con Kazajistán y el mar de Aral, al este y sureste con Navoí, y al sur con Corasmia, Turkmenistán y el lago Sariqamish. Con 166 600 km² es la entidad más extensa del país, con 1 800 000 habs. en 2017, la cuarta menos poblada —por delante de Djizaks, Navoí y Sirdarín, la menos poblada— y con 7,5 hab/km², la segunda menos densamente poblada, por delante de Navoi. Tiene constitucionalmente reconocido el derecho a independizarse del Estado uzbeko.
La República de Karakalpakistán tiene un área de 166 600 km². Su territorio cubre la región histórica de Corasmia, aunque en la literatura persa clásica se conoce como "Kāth".

## Historia

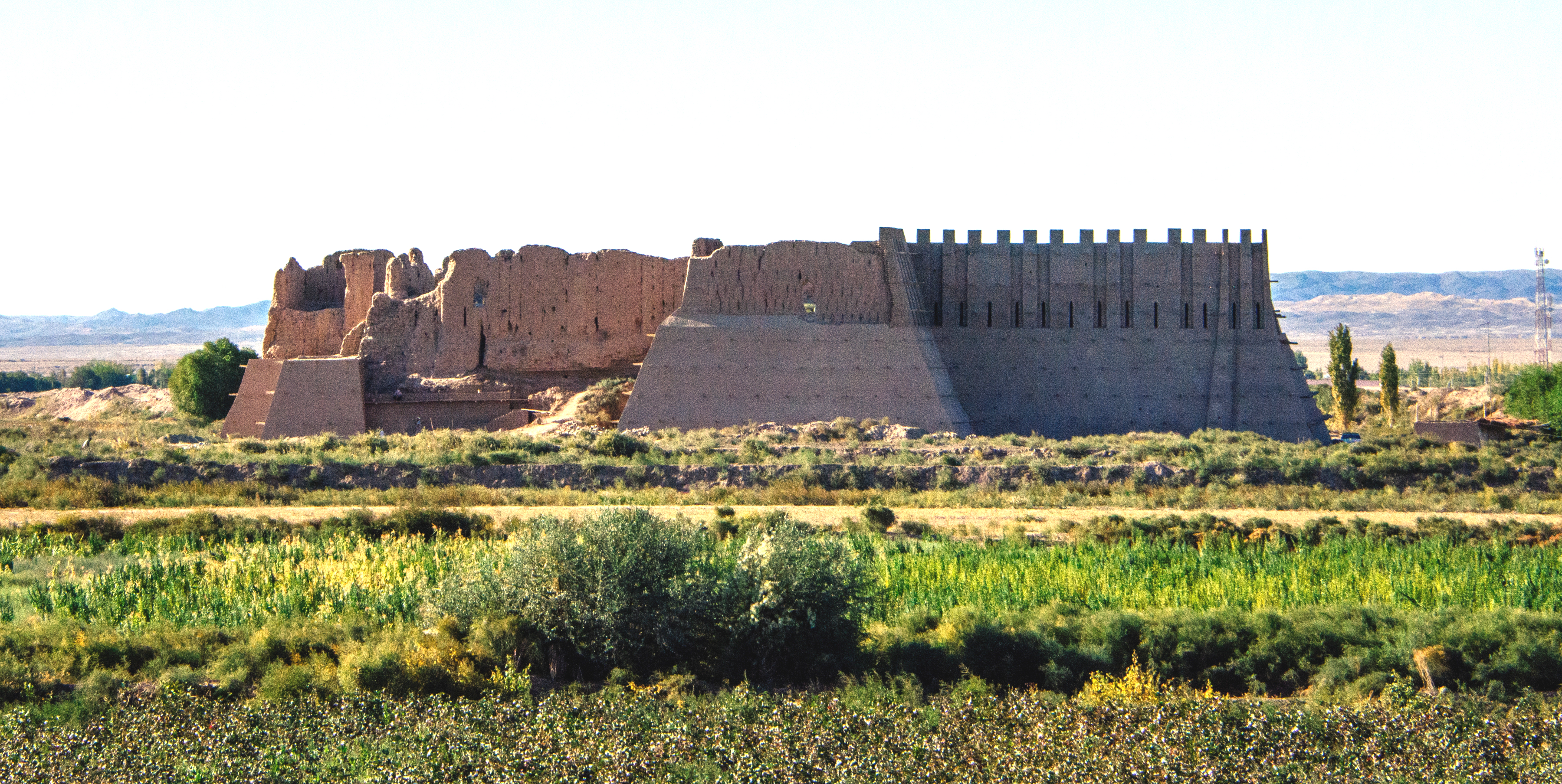
Antigua fortaleza de Kyzyl-Kala (-), en proceso de restauración (2018). Karakalpakstan

Desde aproximadamente el 500 a. C. hasta el 500 d. C., la región de lo que hoy es Karakalpakstán fue una próspera zona agrícola apoyada por una extensa irrigación. Era un territorio estratégicamente importante y ferozmente disputado, como lo demuestran las más de 50 fortalezas de Khorezm que se construyeron aquí. El pueblo karakalpak, que solía ser nómada y pescador, fue registrado por primera vez por extranjeros en el siglo XVI. Karakalpakstan fue cedido al Imperio ruso por el Kanato de Khiva en 1873. Bajo el gobierno soviético, fue una zona autónoma dentro de la República Socialista Federativa Soviética de Rusia antes de pasar a formar parte de Uzbekistán en 1936 como la RSSA de Karakalpak. La región fue probablemente más próspera en los años sesenta y setenta, cuando se amplió el riego del Amu Daria. Sin embargo, en la actualidad, el drenaje del mar de Aral ha convertido a Karakalpakstán en una de las regiones más pobres de Uzbekistán. La región sufre una gran sequía, en parte debido a los patrones climáticos, pero también en gran medida porque los ríos Amu Darya y Syr Darya se explotan sobre todo en la parte oriental del país. Las malas cosechas han privado a unas 48 000 personas de su principal fuente de ingresos y la escasez de agua potable ha provocado un aumento de las enfermedades infecciosas.

### Antigüedad
Según fuentes históricas, la zona de lo que hoy es Karakalpakstán ya estaba habitada en el Neolítico.
En la antigüedad, esta zona, junto con la actual región de Jorezm y las zonas vecinas de Turkmenistán, formaba parte de Jorezm.
El territorio de la actual República de Karakalpakstán es una especie de «reserva arqueológica», en la que actualmente hay más de 300 yacimientos arqueológicos.
En el territorio de la República Socialista Soviética Autónoma de Karakalpakstán, en la zona del antiguo cauce del Akchadarya, la expedición de Khorezm encontró en 1954 el gran cementerio de Kokcha 3.
En el territorio de la margen derecha del Amu Daria, S. P. Tolstov distinguió dos culturas de la Edad del Bronce: la tazabagya y la suyargana, que coexistieron durante mucho tiempo. El cementerio data de los siglos XIII-XI a. C. y se remonta a la época en que coexistían los asentamientos de dos culturas diferentes.
Esto también da testimonio de la heterogeneidad étnica. El predominio del elemento tazabagab en la cultura del yacimiento de Kokcha 3 permitió a S. P. Tolstov atribuir este monumento a la cultura tazabagab y establecer paralelismos con la cultura andronov de Kazajistán septentrional y el sur de Transurali, y con la cultura srubno-khvalynskaya del Volga.
El origen de la cultura suyargana, a su vez, se relaciona con las regiones meridionales de Asia Central y, posiblemente, también con Asia Menor o el norte de la India.
Las tribus suyarganas pertenecían, posiblemente, al tipo indodravídico, mucho más extendido en la antigüedad, desde la India hasta Asia Menor.
En el territorio de la actual Karakalpakstán, desde la antigüedad (siglo VI a. C.) hasta 1924, existió una antigua región y un estado: Khorezm.
Heródoto, en su obra «Historia», informa de que Khorezm formaba parte de la decimosexta satrapía del Imperio persa, y también de que los khorezmianos participaron en la campaña de Jerjes contra Grecia en el año 480 a. C. Los jorezmos participaron en la construcción de la capital del Imperio aqueménida, Persépolis. Los guerreros jorezmos sirvieron en el ejército aqueménida en diferentes partes del imperio. Uno de ellos, llamado Dargoman, es mencionado en el Alto Egipto. En la roca de Behistún se conservan imágenes de los antiguos jorezmios. Incluso antes de las campañas de Alejandro Magno en Asia Central, Jorezm, a finales del siglo V a. C., obtuvo la independencia de los aqueménidas.

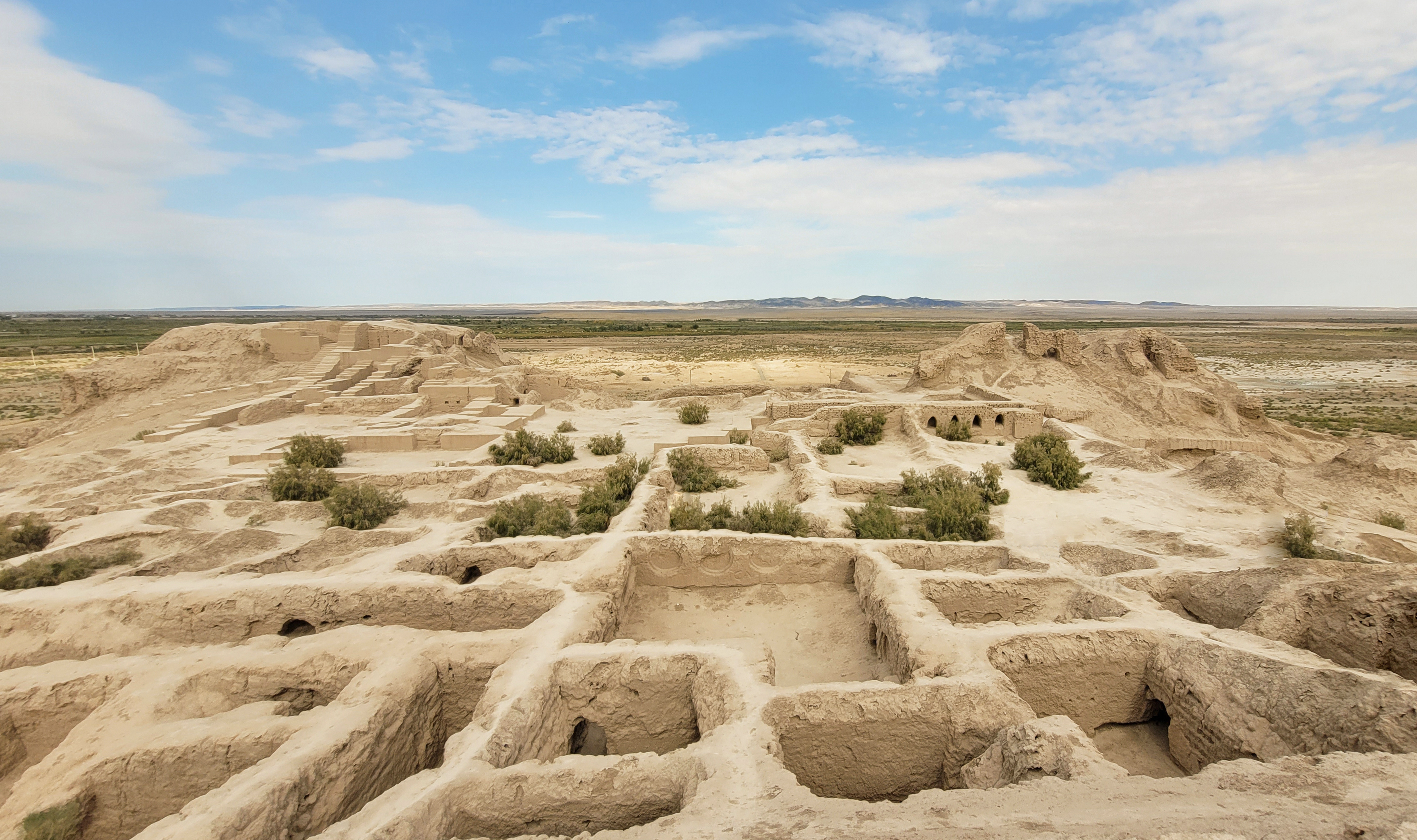
Ruinas de Toprak-Kala que datan del y después de Cristo

En el siglo V a. C., se desarrolló la escritura corezma a partir de la escritura aramea. En el antiguo yacimiento de Toprak-Kala, los arqueólogos descubrieron restos de un archivo de documentos en lengua corezma. La escritura corezma se utilizó hasta el siglo VIII. La religión principal de los antiguos corezmos era el zoroastrismo. Durante las excavaciones arqueológicas de los monumentos de la antigua Corazmia se encontraron osarios, cajas de arcilla para enterrar los huesos de los difuntos.
De los reyes más antiguos de Khorezm, solo se conocen los nombres de los gobernantes que acuñaron sus propias monedas. Se trata de Artav, gobernante del siglo I d. C. De los reyes posteriores, se conoce a Artramush, de finales del siglo II y principios del III d. C. Vazamar, de la segunda mitad del siglo III d. C., y otros.
Según las fuentes, en el siglo I d. C. se introdujo la era de Khorezm y se implantó un nuevo calendario. Según el gran erudito de Khorezm Abu Rayhan al-Biruni (973-1048), el calendario de Khorezm se introdujo por primera vez en el siglo XIII a. C.
Se cree que desde mediados del siglo I d. C. hasta finales del siglo II, Khorezm estuvo bajo la influencia del reino de Kushán. Este periodo se caracteriza por las fortalezas erigidas por el gobierno central y ocupadas por guarniciones de tropas permanentes. A principios del siglo IV, bajo el padishah Afriqa, la ciudad de Kyat se convierte en la capital de Khorezm. En la época posterior, entre los siglos IV y VIII, las ciudades de Khorezm quedaron desiertas. Ahora Khorezm es un país con numerosos castillos de la aristocracia y miles de fincas campesinas fortificadas. Desde el año 305 hasta el 995, Khorezm fue gobernado por la dinastía Afrigid, cuyos representantes llevaban el título de khorezm-shah. Entre los años 567 y 658, Khorezm estuvo bajo cierta dependencia del Kanato Turco. En las fuentes chinas se mencionaba con el nombre de Husimi (呼似密).

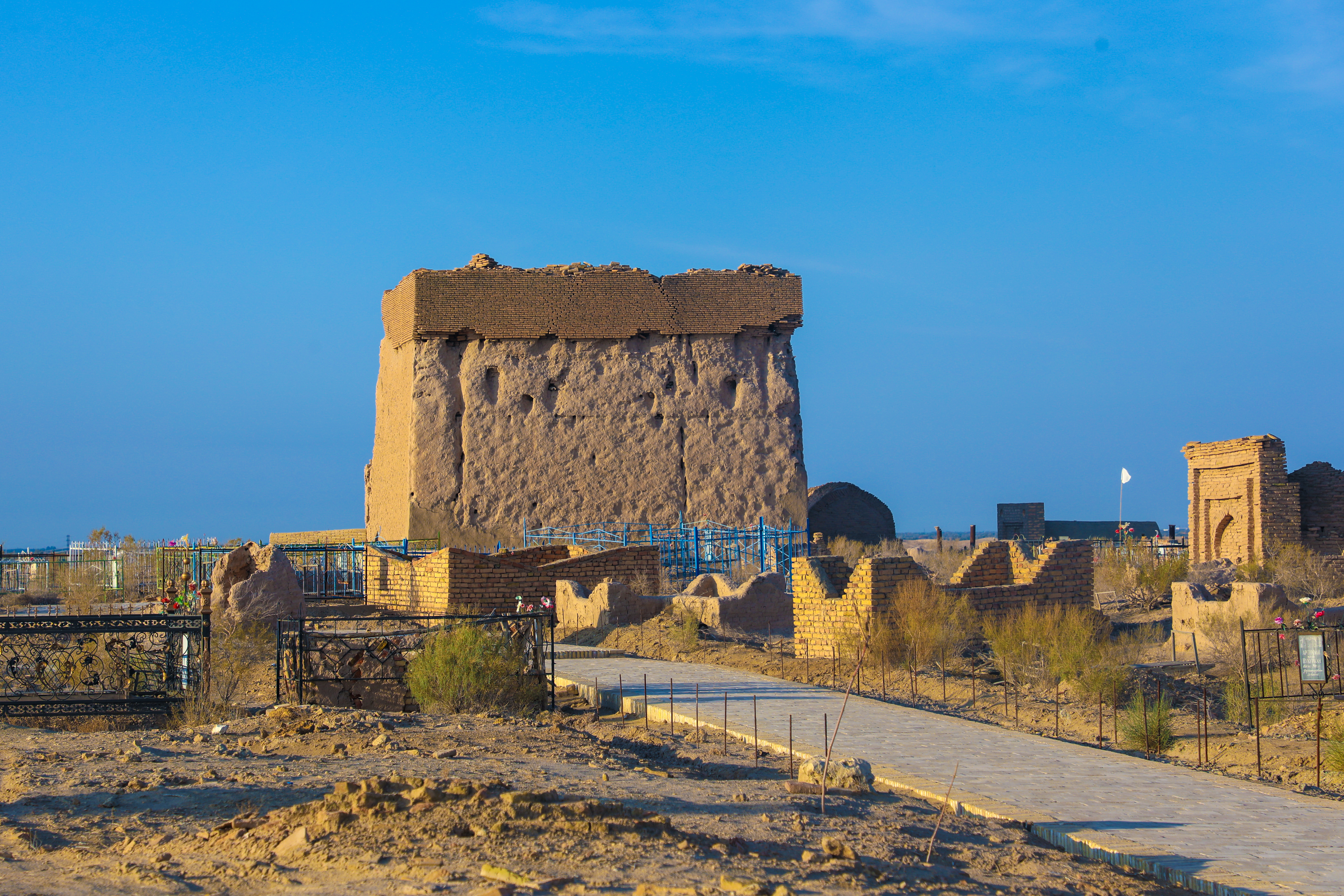
Mausoleo de Mazlumkhan que data del periodo entre los siglos XII–XIV

### SiglosIX-XV
La cultura de Coraz influyó en la formación del sistema estatal y monetario del estado de los oguz, que se formó en la primera mitad del siglo IX. Las inscripciones en las monedas de los oguz se referían al alfabeto de Coraz.
En el siglo X comienza un nuevo florecimiento de la vida urbana en Coraz. Las fuentes árabes describen una actividad económica excepcional en Khorezm en el siglo X, y el ámbito de actividad de los comerciantes de Khorezm se extiende a las estepas circundantes de Turkmenistán, el oeste de Kazajistán, así como a la región del Volga (Khazaria y Bulgaria) y al vasto mundo eslavo de Europa del Este.

En 1219-1221, los mongoles de Gengis Kan derrotaron al estado de los khorezm-shahs. El khorezm-shah Ala ad-Din Muhammad II sufrió una derrota. Bajo el ataque de los mongoles, todas las grandes ciudades de Khorezm cayeron. Todas ellas fueron destruidas y muchos jorezmos fueron exterminados. Luego, los mongoles desviaron el río Amu Daria hacia Gone-Urgench y el Caspio, tras lo cual el mar de Aral se volvió poco profundo y los karakalpakos tuvieron que abandonar sus tierras natales.

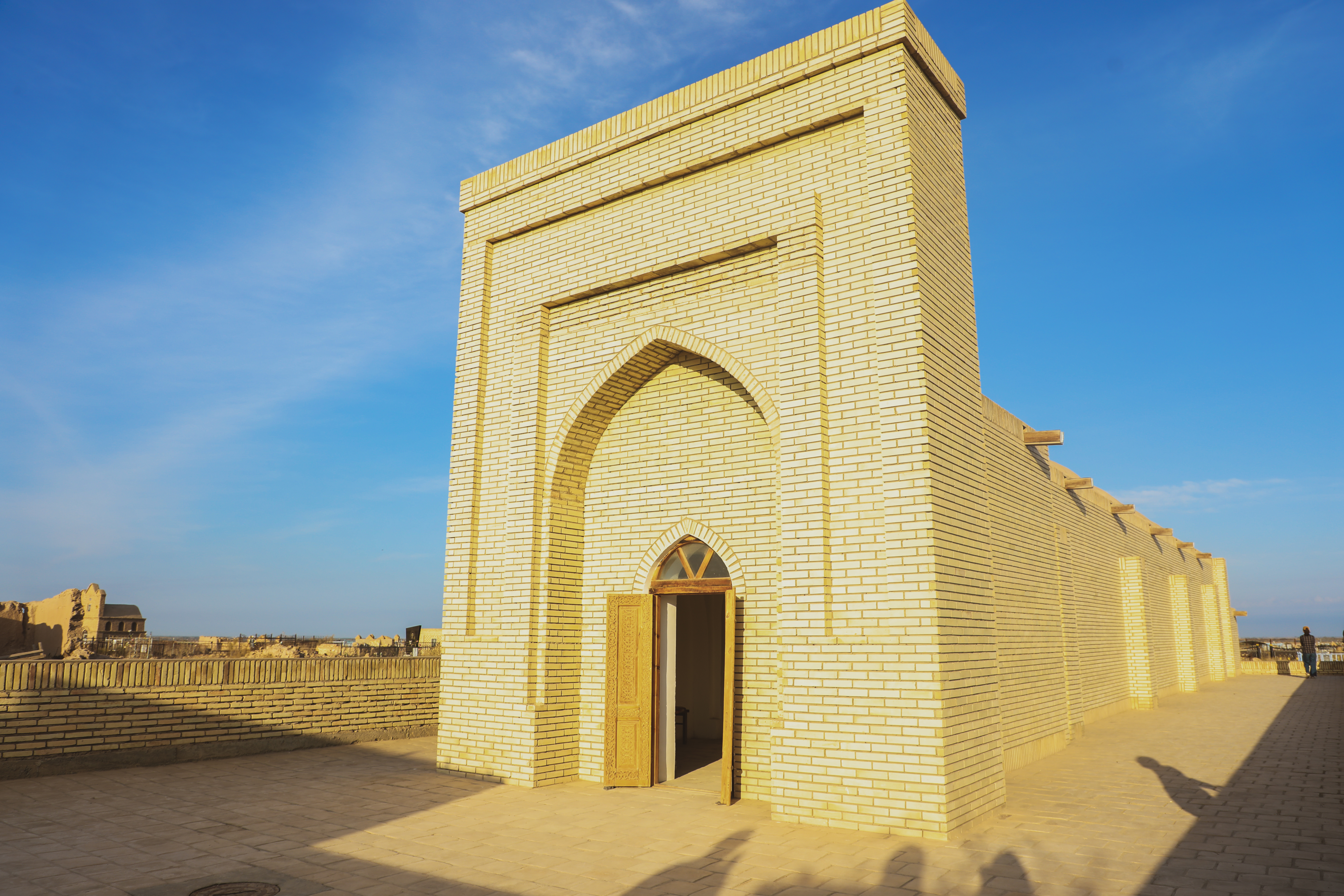
Mausoleo de Shamun Nabi

La historia de los karakalpakos comienza con el kanato de Nogai, formado a finales del siglo XIV bajo el liderazgo de Yedigei (Idigu), jefe de los nogais (mangyats). Tras la muerte de Yedigei en 1419, la lucha por el trono se intensificó y el kanato perdió su poder. En la segunda mitad del siglo XVI, el kanato de Nogai se dividió en tres partes: la Horda de Altul (Horda de los seis uluses), la Pequeña Horda y la Gran Horda de Nogai.

### SiglosXVI-XVIII
Los karakalpakos del sur se establecieron en las tierras libres entre los ríos Syr Darya y Amu Darya y se dedicaron a la agricultura, regándolas con las aguas del río Kuwandarya.

En los siglos XVII-XVIII, la principal fuerza política del kanato de Khiva estaba formada por tribus uzbekas: los kungrat (uzbekos), los naiman, los kiya, los mangit, los nukuz, los kangli y los kipchak. En la lucha por el poder en la segunda mitad del siglo XVIII, la tribu uzbeka de los kungrat salió victoriosa.

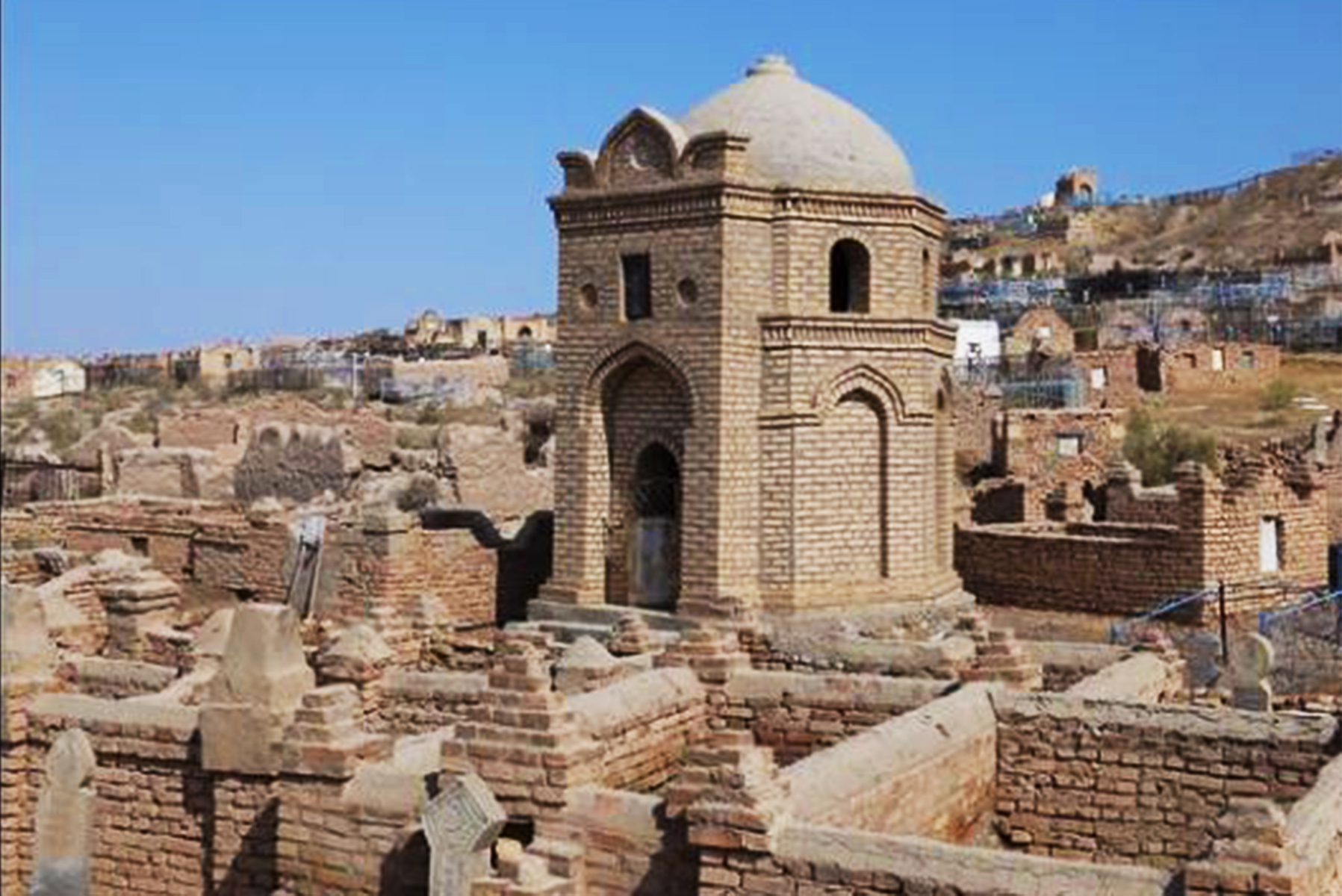
Antiguo complejo de Mizdahkan

En 1512, la dinastía de los Arabshahids, que se separó de los Shibanids, se puso al frente de un kanato independiente en Khorezm. El reinado del famoso kan e historiador Abulgazi (1643-1663) y de su hijo y heredero Anush Khan fueron períodos de relativa estabilidad política y progreso económico. Se llevaron a cabo obras de irrigación a gran escala y las nuevas tierras irrigadas se repartieron entre las tribus uzbekas, que se estaban volviendo cada vez más sedentarias. Debido a la escasez de sus propios recursos económicos, Khorezm libró guerras contra Bujará y los safávidas, mientras que los turcomanos del estado realizaban incursiones en Khorasan.
El último representante de la dinastía Shibanid-Arabshahid, que gobernó en Khorezm, fue Ilbars Khan II, asesinado por Nadir Shah en 1740.
A principios del siglo XVII, los nogais fueron derrotados por los kalmukos, que conquistaron las regiones del Volga y el Yaik. Los nogais se vieron obligados a trasladarse al kanato de Crimea, mientras que los karakalpakos, que pasaron a formar parte de la Horda de Altul (Horda de los seis uluses), se trasladaron al Príaral y a las orillas del Syr Darya, donde se establecieron. En la vida social de los karakalpakos, los bek y los batyr (jefes militares). Los bek eran los líderes de los clanes karakalpakos: resolvían los problemas relacionados con el derecho y la economía.
A principios del siglo XVIII, los karakalpakos que vivían a orillas del Syr Darya aspiraban a la unificación, en la que desempeñaron un papel importante Kuchuk Khan, los sultanes Taburchak y Gaib. En 1723, cuando los kalmukos conquistaron la parte central del Syr Daria, los karakalpakos se vieron obligados a huir de nuevo y se dividieron en dos grupos. El primer grupo se dirigió hacia la cuenca alta del Syr Daria, en dirección a Taskent, y el segundo grupo se estableció en la cuenca baja del Syr Daria. De este modo, los karakalpakos se dividieron en «superiores» e «inferiores».
En 1763, llegó al poder en Jorezm (denominado en la historiografía rusa como el kanato de Jivá) un representante de la tribu uzbeka de los kungrat, Muhammad Amin, que ostentaba el título de inak.
Muhammad Amin llevó a cabo una política de recuperación de la economía del país tras la grave crisis de mediados del siglo XVIII. Durante su mandato se llevaron a cabo importantes obras de irrigación en Jorezm. A pesar de que al principio tuvo grandes dificultades y fracasos, gracias a su dura política interna, poco a poco logró establecer una paz relativa y estabilidad política en el estado. Según el historiador Agahi, Muhammad Amin permitió que un gran grupo de karakalpakos se estableciera dentro del estado.
Logró impedir dos invasiones: la del emirato de Bujará en 1782 y la de las tribus nómadas turcomanas en 1770.
En 1790, llegó al poder en Khorezm (denominado en la historiografía rusa como el kanato de Khiva) un representante de la tribu uzbeka kungrat, el hijo de Muhammad Amin-bi inaka Avaz inak. Avaz continuó con la política de recuperación de la economía del país. Durante su reinado se llevaron a cabo grandes obras de irrigación en Jorezm. El estado mantuvo una relativa paz y estabilidad política.[[Archivo:Город Турткуль. Мечеть.jpg|miniaturadeimagen|Mezquita de To‘rtko‘l, El Islam llegó a la región de Karakalpakistán (y en general a Asia Central) en un proceso gradual que comenzó en el siglo VIII d. C.. Avaiz Inak tuvo que luchar contra las tribus del Aral, que se rebelaban constantemente contra el poder de Jiva. En 1793, la rebelión fue encabezada por los hermanos Khoja Murad Sufi (Khojamurat) y Tyura Murad Sufi (Toremurat) (descendientes de la tribu uzbeka de los kungrat, a la que también pertenecían los gobernantes de Khiva). La rebelión fue sofocada, pero las tribus del Aral no fueron definitivamente sometidas hasta el reinado de Muhammad Rahim Khan I (1806-1825).

### Kanato de Khiva (1811-1920)
Los karakalpakos del sur se establecieron en las tierras libres entre los ríos Syr Darya y Amu Darya y se dedicaron a la agricultura, regando sus campos con las aguas de los ríos Kuvandarya y Zhanadarya.
En los siglos XVII-XVIII, la principal fuerza política del kanato de Khiva estaba formada por tribus uzbekas: los kungrat (uzbekos), los naiman, los kiya, los mangit, los nukuz, los kangli y los kipchak. En la lucha por el poder en la segunda mitad del siglo XVIII, la tribu uzbeka de los kungrat salió victoriosa.
Durante el reinado de Muhammad Rahim Khan I se intensificó la centralización del Estado. Él completó la lucha por la «reunificación» de las tierras alrededor de Jiva. En 1808-1809 se llevó a cabo una campaña contra los chovduros. En 1811 fueron conquistadas definitivamente las tribus karakalpakas y aralianas. Tras la conquista de los karakalpakos, Muhammad Rahim Khan promulgó un decreto sobre la creación del Ulus de Karakalpakistán. En 1812-1813 fueron conquistados los kazajos de las tierras bajas del Syr Darya. En la década de 1820 fue conquistada Merv.
La primera gran rebelión de los karakalpakos en el seno del kanato de Khiva tuvo lugar en 1827. La rebelión, liderada por Aidos-Biyá, fue sofocada.
Durante el reinado de Allakuli-Khan continuó la política de centralización del Estado. En 1828 fue sofocada la rebelión de las tribus sarik. Alakuli Khan continuó con la política de recuperación de la economía del país. Durante su reinado se llevaron a cabo grandes obras de irrigación en Khorezm. En 1830-1831 se construyó un canal hacia Kunya-Urgench.

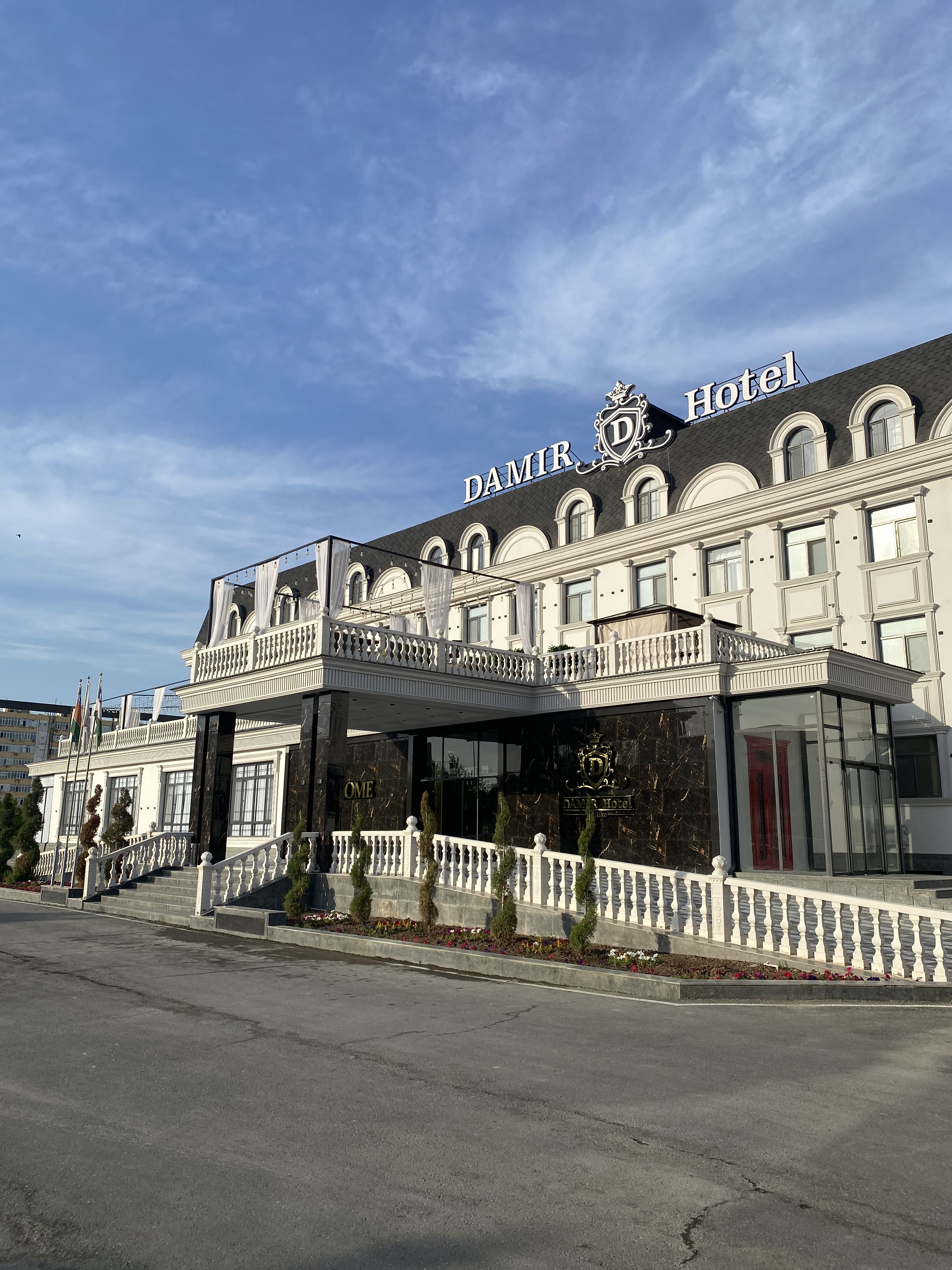
Hotel Damir que incorpora elementos neoclásicos y barrocos

En 1845, tras la muerte de Rakhimkulikhan (1842-1845), su hermano Muhammad Amin Khan llegó al poder en el kanato de Khiva. Durante el reinado de Muhammad Amin Khan (1845-1855), los esfuerzos del gobierno central por pacificar a las tribus nómadas tuvieron cierto éxito. Muhammad Amin Khan emprendió más de diez campañas contra Merv y Jorasán.
En diciembre de 1846 llegaron a Orenburgo los enviados de Jiva, Klych Niyazmuhammedov y Shukrullabay Miskinov. El 9 de marzo de 1847 llegaron a San Petersburgo. Los embajadores plantearon la cuestión de la demolición de la fortificación de Raim, construida por Rusia cerca de la desembocadura del Syr Darya, a lo que Nicolás I respondió con una negativa. Los años 1847-1848 transcurrieron con pequeños enfrentamientos militares entre las tropas de Khiva y las unidades militares del zar. Al no lograrlo, Muhammad Amin Khan volvió a optar por la vía pacífica para resolver la cuestión. En 1850, el embajador de Khiva, Khoja Mehrem Allaberdyev, visitó San Petersburgo. Sin embargo, todas las negociaciones sobre la fortificación terminaron en nada.
En 1855, el gobernante de Khiva, Muhammad Amin Khan, murió en la batalla cerca de Serakhs. Tras su muerte, el poder en Khorezm pasó a manos de Abdullah Khan (1855), quien, sin embargo, seis meses después también murió en la lucha contra las tribus nómadas. A continuación, ascendió al trono Kutlug Murad Khan. Este fue asesinado en un atentado.
En 1856, tras su muerte, el poder en el kanato de Khiva pasó a manos del hijo de Muhammad Rahim Khan I, Said Muhammad Khan (1856-1864). Este puso orden en el Estado y evitó los ataques de las tribus nómadas.
Logró sofocar la rebelión de los karakalpakos y los kazajos que comenzó en 1858, quienes mataron a los recaudadores de impuestos de Khiva y proclamaron al nieto del jefe Tore-Murad-sufi, Muhammad Fena (Pana), como gobernante independiente. Los rebeldes solicitaron la ayuda del Gobierno ruso, y la flotilla de Amu Daria que se les envió contribuyó a levantar el sitio de Kungrad. Sin embargo, más tarde, como resultado de una conspiración, Muhammad Pana fue asesinado y la rebelión fue sofocada.

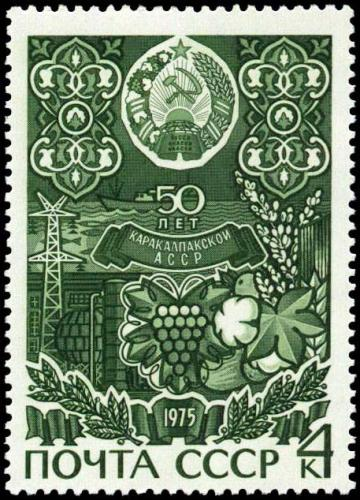
Sello «50 años de la República Socialista Soviética Autónoma de Karakalpakistán». Correos de la URSS, 1975.

Hasta 1873 formó parte del kanato de Khiva, y posteriormente del distrito de Amu Daría de la región de Syr Daría.
Tras el establecimiento del poder soviético en 1918, pasó a formar parte de la República Popular Soviética de Khorezm y de la República Socialista Soviética Autónoma de Turquestán.

### Período soviético
En 1924 se creó la región autónoma de Kara-Kalpak, con capital en la ciudad de Turtkul, que ocupaba el territorio de la región de Amudarya de la República Socialista Soviética Autónoma de Turquestán y los distritos de Khojaili y Kungrad de la República Socialista Soviética de Khorezm.
Del 12 al 19 de febrero de 1925 se celebró el I Congreso Constituyente de Diputados Dehkán, Batrak y del Ejército Rojo, en el que el 16 de febrero se constituyó oficialmente la región autónoma de Kara-Kalpak como parte de la República Socialista Soviética de Kirguistán (1920-1925) (posteriormente renombrada como República Socialista Soviética Autónoma de Kazajistán).
El 20 de julio de 1930, la región autónoma de Kara-Kalpak fue retirada de la República Socialista Soviética Autónoma de Kazajistán y pasó a estar bajo la jurisdicción directa de la República Socialista Federativa Soviética de Rusia.
El 20 de marzo de 1932, la región autónoma se transformó en la República Socialista Soviética Autónoma de Kara-Kalpak, dentro de la República Socialista Federativa Soviética de Rusia, y la ciudad de Nukus se convirtió en la capital de la República Socialista Soviética Autónoma de Kara-Kalpak.
El 5 de diciembre de 1936, la República Socialista Soviética Autónoma de Karakalpakstán (RSSA de Karakalpakstán) pasó a formar parte de la República Socialista Soviética de Uzbekistán. En 1964 se renombró como República Socialista Soviética Autónoma de Karakalpakstán (RSSA de Karakalpakstán).

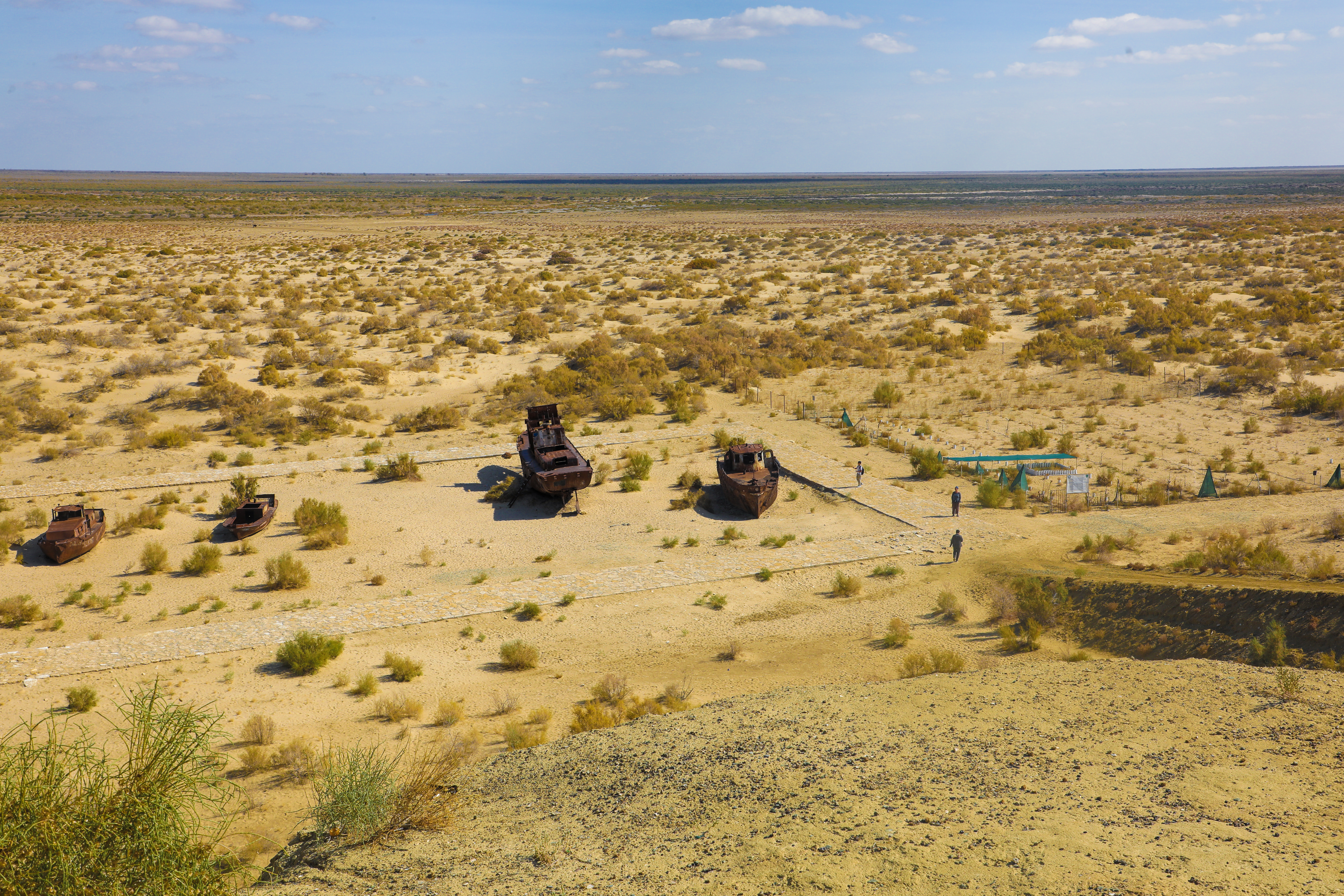
Cementerio de Barcos en el área donde se encontraba el Mar de Aral

En la década de 1980, en el noroeste de la República Socialista Soviética Autónoma de Karakalpakstán (en las cercanías de la aldea de Jaslyk) funcionaba el polígono militar «Octava estación de protección química», destinado a probar armas químicas y medios de protección contra ellas.
El polígono era utilizado por militares de las unidades acuarteladas en Nukus: el regimiento químico de pruebas (unidad militar 44105) y el centro de desarrollo de medios de protección contra armas químicas (unidad militar 26382). El polígono se cerró a principios de la década de 1990 y las unidades militares se retiraron a Rusia.
Entre 1942 y 1992, en la isla de Vozrozhdenie, en el mar de Aral (en la parte de la isla que pertenece al distrito de Muynak, en Karakalpakstán), funcionó un polígono militar bioquímico con el nombre en clave de «Barkhan». Su nombre oficial era 52.º Laboratorio de Investigación Científica de Campo (PNIL-52).
El 14 de diciembre de 1990 (más tarde que Kazajistán y Uzbekistán, pero antes de Kirguistán), en la sesión del Consejo Supremo de la República Socialista Soviética Autónoma de Karakalpakstán, se firmó la Declaración de Soberanía Estatal, que suponía la independencia total del Estado, la cual se podía alcanzar mediante la celebración de un referéndum republicano.
El 9 de enero de 1992 se transformó en la República de Karakalpakstán. En 1993 se firmó un tratado interestatal por un período de 20 años sobre la incorporación de la República de Karakalpakstán a Uzbekistán.
El tratado consagra el derecho de la República Soberana a separarse de Uzbekistán mediante la celebración de un referéndum.

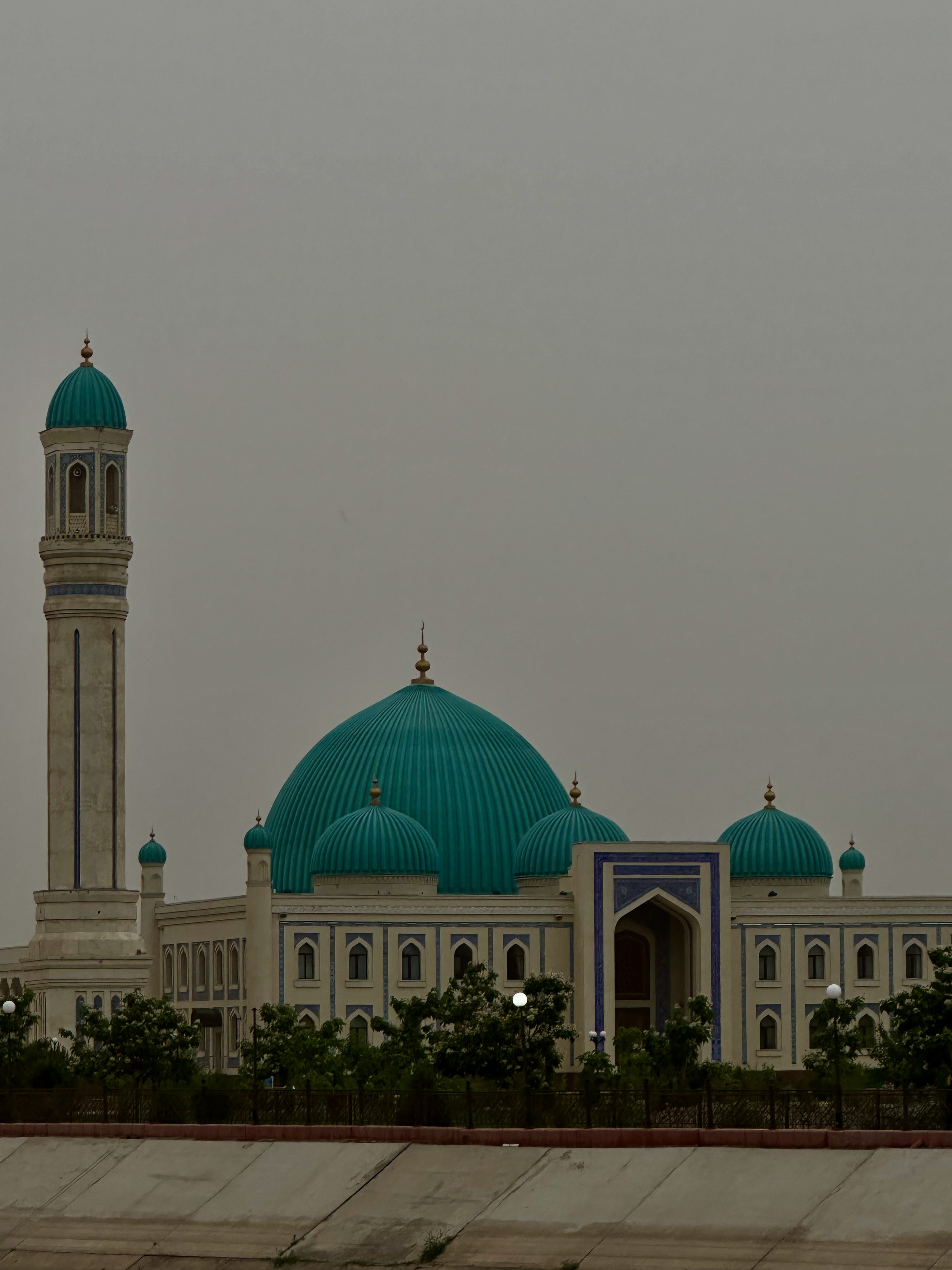
Mezquita del Imán Ishan Mohammed en Nukus

### Como parte de la República de Uzbekistán
Tras la desintegración de la URSS y la independencia de Uzbekistán, Karakalpakstán pasó a formar parte de la República de Uzbekistán, sucesora de la República Socialista Soviética de Uzbekistán. Al igual que Uzbekistán, Karakalpakstán cambió su nombre después del 31 de agosto de 1991 de República Socialista Soviética Autónoma de Karakalpakstán a República de Karakalpakstán, que tenía su propio presidente, Dauletbay Shamshetov Nuratdinovich, pero fue derrocado por el clan Kamalov junto con el fiscal republicano Amin Tazhiov, teniendo de hecho una relativa independencia en sus asuntos respecto a Uzbekistán hasta enero de 1993. El órgano legislativo supremo de la república era el Consejo Supremo de la República de Karakalpakstán, y el órgano ejecutivo supremo era el Consejo de Ministros de la República de Karakalpakstán.
El 11 de noviembre de 1991, el Consejo Supremo de la República de Karakalpakstán creó el cargo de presidente de la República de Karakalpakstán. La primera y última persona que ocupó este cargo fue Dauletbay Nuratdinovich Shamshetov, que fue presidente de Karakalpakstán hasta el 20 de junio de 1992. Posteriormente, el cargo de presidente fue suprimido y se designó como jefe de la república al presidente del Consejo Supremo (posteriormente, Zhokargy Kenesa) de la República de Karakalpakstán.
El 14 de diciembre de 1992, el Consejo Supremo de la República de Karakalpakstán aprobó la bandera estatal de la República de Karakalpakstán. El 9 de enero de 1993, los dirigentes de la República de Karakalpakstán y de la República de Uzbekistán firmaron un tratado interestatal sobre la incorporación de la República de Karakalpakstán a la República de Uzbekistán. El 9 de abril de 1993, el Consejo Supremo de la República de Karakalpakstán aprobó la Constitución de la República de Karakalpakstán. Ese mismo día se aprobó el escudo de armas de la República de Karakalpakstán y el 24 de diciembre de 1993 se aprobó el himno nacional de la República de Karakalpakstán.

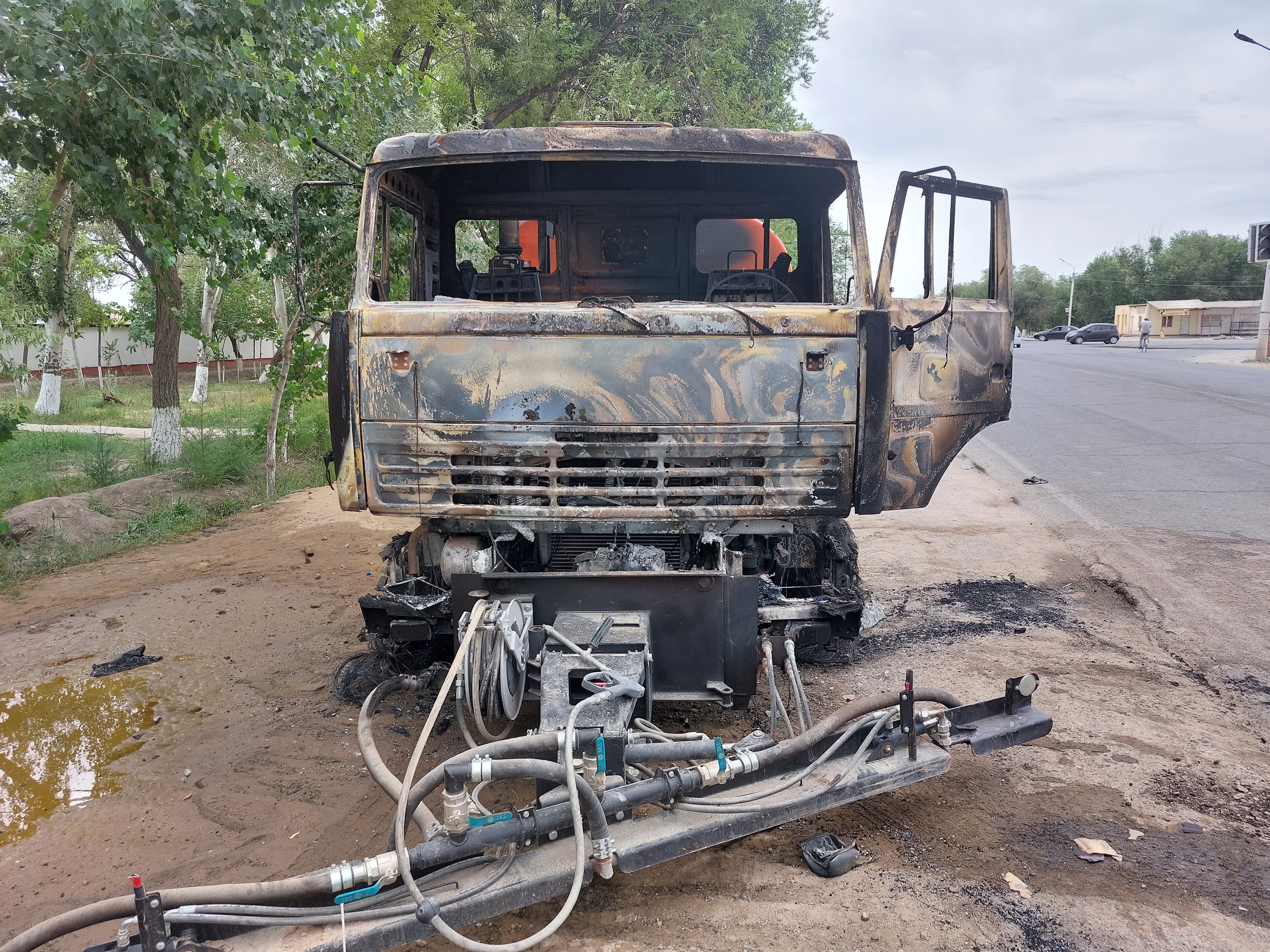
Vehículo quemado durante las protestas de 2022 contra los intentos del gobierno de Uzbekistán de eliminar la autonomía de la república

En 2022, tras someter a debate público el proyecto de nueva redacción de la Constitución de Uzbekistán, en el que se eliminó la palabra «soberana» de la descripción del estatus de la República de Karakalpakstán, así como la mención al derecho de la república a separarse de Uzbekistán, comenzaron las protestas en la república.
Las protestas, que comenzaron de manera pacífica pero rápidamente escalaron a enfrentamientos violentos con las fuerzas de seguridad, llevaron a la Retirada de las Enmiendas Controversiales: Ante la magnitud y la intensidad de las protestas, el presidente uzbeko Shavkat Mirziyoyev viajó rápidamente a Nukus, la capital de Karakalpakistán. Allí anunció que los artículos sobre el estatus soberano de Karakalpakistán y su derecho a la secesión no serían modificados en la nueva Constitución. Esta fue una victoria significativa para los manifestantes.
A pesar de la retirada de las enmiendas, los enfrentamientos previos entre manifestantes y fuerzas de seguridad resultaron en un número significativo de víctimas. Fuentes oficiales uzbekas reportaron al menos 18 muertos (entre civiles y personal de seguridad) y cientos de heridos, así como numerosos detenidos. Las organizaciones de derechos humanos sugirieron que el número real de víctimas podría ser mayor.

## Geografía

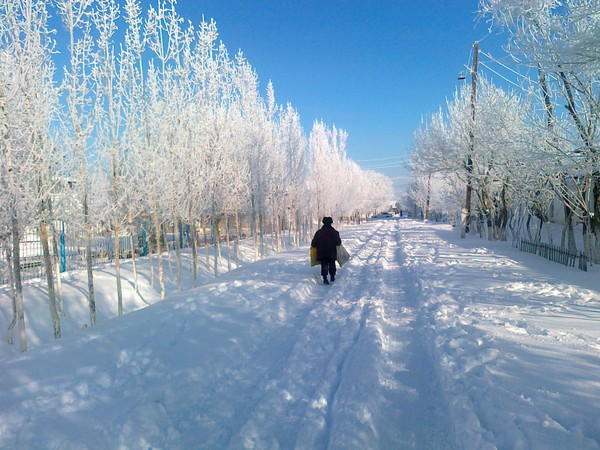
Karakalpakistán en Invierno

La República de Karakalpakstán está en el noroeste de Uzbekistán, ocupa 166 600 kilómetros cuadrados y es la región más grande de Uzbekistán. La superficie de la República de Karakalpakstán representa el 40 % del territorio de Uzbekistán su tamaño es comparable al de países independientes como Túnez o el doble de Austria. 
Limita al norte con el distrito de Bayganin de la región de Aktobe de Kazajistán, así como con los distritos de Kazalinsk y Karmakshin de la región de Kyzylorda de Kazajistán, al noroeste y al oeste con los distritos de Karakiyan, Mangistau y Beineu de la provincia de Mangistau, también de Kazajistán; al sur, con las provincias de Balkan y Dashoguz de Turkmenistán; al sureste, con seis tumans de la provincia de Khorezm y la provincia de Bukhara (con los tumans de Peshkun y Romitan) de Uzbekistán; al este, con el tumán de Uchkuduk del vilayato de Navoi de Uzbekistán.
Karakalpakstán está situado en la llanura de Turán. Al suroeste limita con el desierto de Karakum, al noroeste se encuentra la meseta de Ustyurt y al noreste, el desierto de Kyzylkum.
El territorio de Karakalpakstán también incluye la mitad sur del antiguo mar de Aral, en cuyo fondo seco se está formando ahora un nuevo desierto salino, el Aralkum, y las cuencas bajas del río Amu Daria, que se están secando.

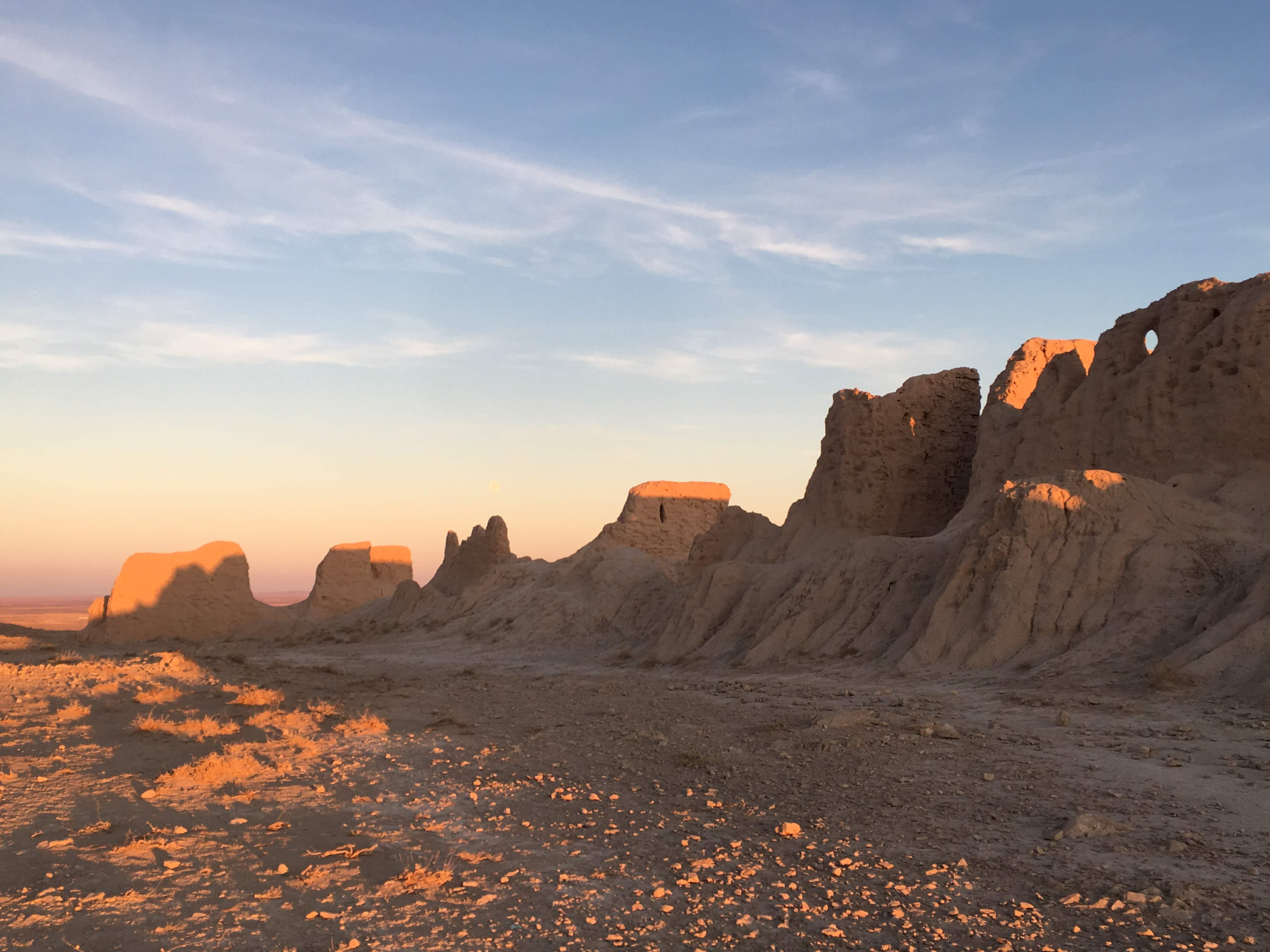
Ayaz Qala, Karakalpakistán, Uzbekistán

Una forma peculiar del desierto son las dunas de arena. Karakalpakstán es una zona de desastre ecológico debido a la desecación del mar de Aral.
En Karakalpakstán, los desiertos ocupan más de 13,67 millones de hectáreas (más del 80 % del territorio). Durante mucho tiempo, la zona del Aral se hundió lentamente y fue escenario de la acumulación de sedimentos de los mares mesozoicos y cenozoicos y de capas aluviales arrastradas desde las montañas. Esto contribuyó a la formación de extensas llanuras estratificadas y aluviales. En su estructura participan sedimentos cretácicos, terciarios y cuaternarios.
Las rocas cretácicas están formadas por formaciones marinas y continentales en forma de arena y arcilla en las penínsulas de Tokmakata y Kulanda; los cabos de Aktumsyk, Beltay, Kuskanatau, Sultanuiizdag y otros están formados por capas paleozoicas y mesozoicas y afloramientos de rocas cristalinas. Las partes noroccidentales del desierto son considerablemente más jóvenes en términos geológicos (meseta de Ustyurt, de edad terciaria tardía).

### Clima

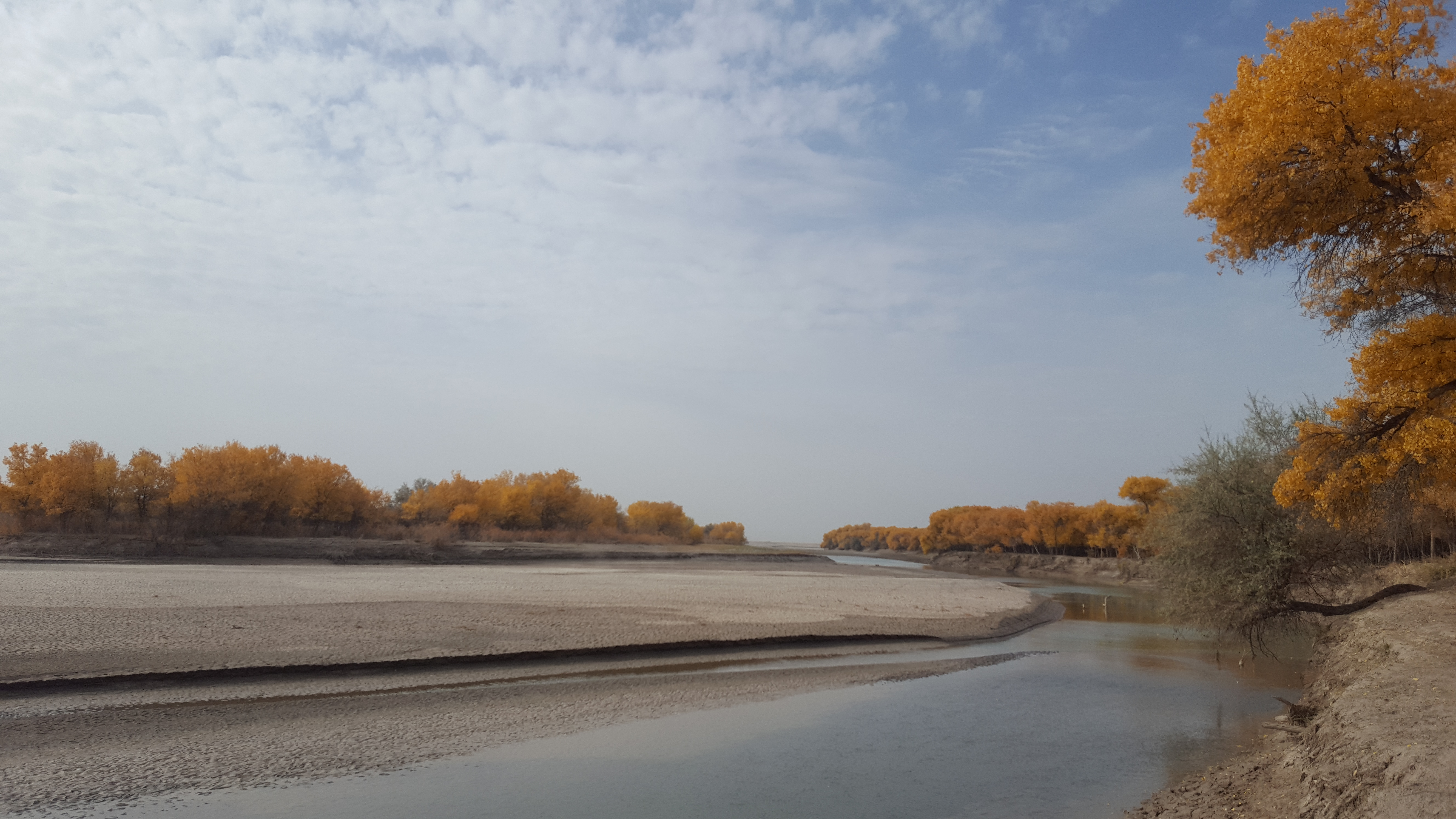
Bosque de Tugay en Otoño

La República de Karakalpakstán se distingue por su clima fuertemente continental y excesivamente seco. En la formación de estas condiciones climáticas influyen poderosamente su ubicación en el interior del continente euroasiático, la topografía plana, la gran distancia de las aguas de cualquier océano mundial, la ausencia de barreras para las masas de aire frío procedentes del Ártico y la catástrofe ecológica del Mar de Aral.
Entre los factores principales que dan forma al clima de Karakalpakstán, uno de los más importantes es su ubicación geográfica y, en relación con esto, la radiación solar. La radiación solar es la base energética de todos los fenómenos naturales y depende de la latitud geográfica, la claridad del aire y la duración del periodo de insolación. Nuestra región se encuentra en la zona desértica, lejos de los océanos mundiales, los polos y el ecuador. Los días nublados son escasos, por lo que el sol se eleva alto en el horizonte y emite calor y luz durante mucho tiempo. Como resultado, cada kilómetro cuadrado de superficie recibe entre 137 y 145 kcal de radiación al año.
En los meses de verano, el sol se eleva hasta 67-72 grados sobre el horizonte. Por lo tanto, la estación estival es extremadamente calurosa y seca. En nuestra región, los vientos soplan predominantemente del noroeste en los meses de verano y del noreste en los meses de invierno. Los vientos del noroeste en primavera y otoño traen lluvias torrenciales.

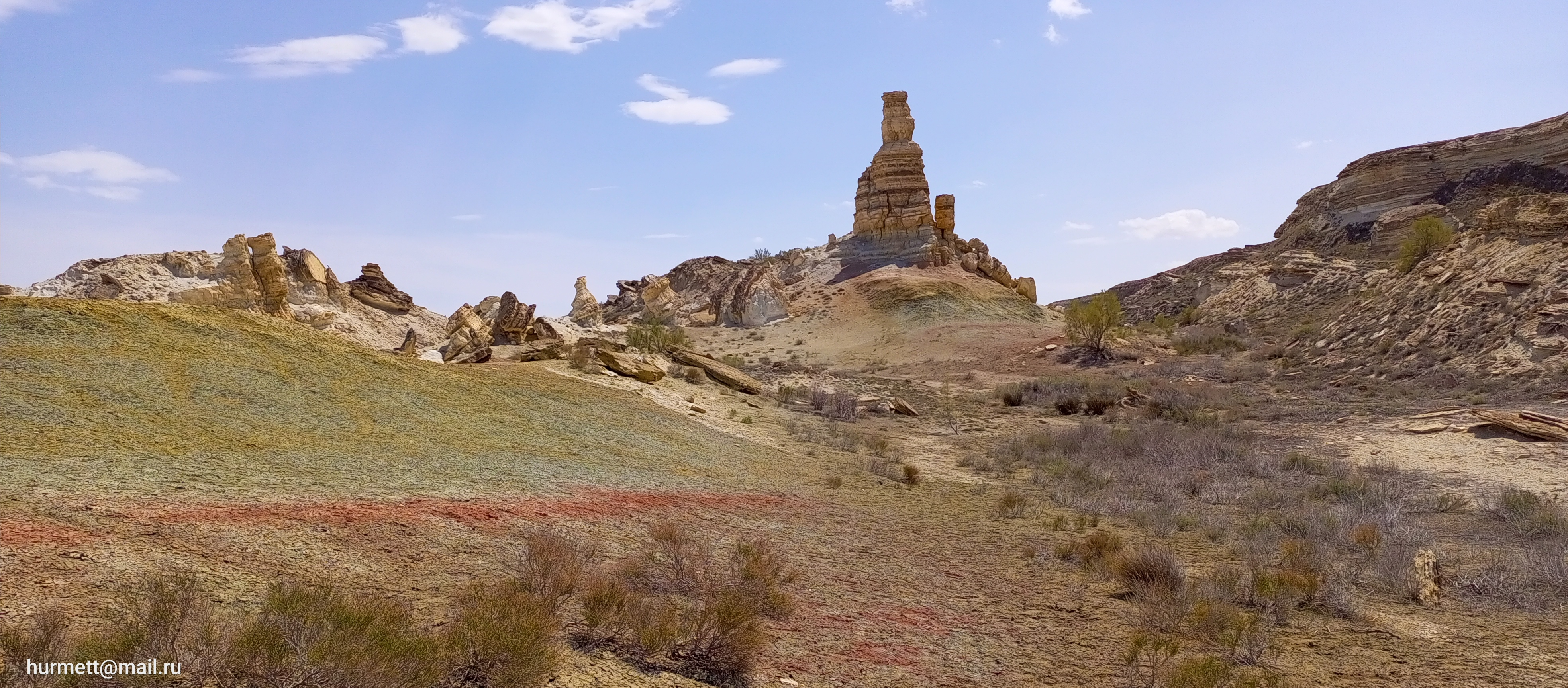
Reserva del complejo Saigachiy

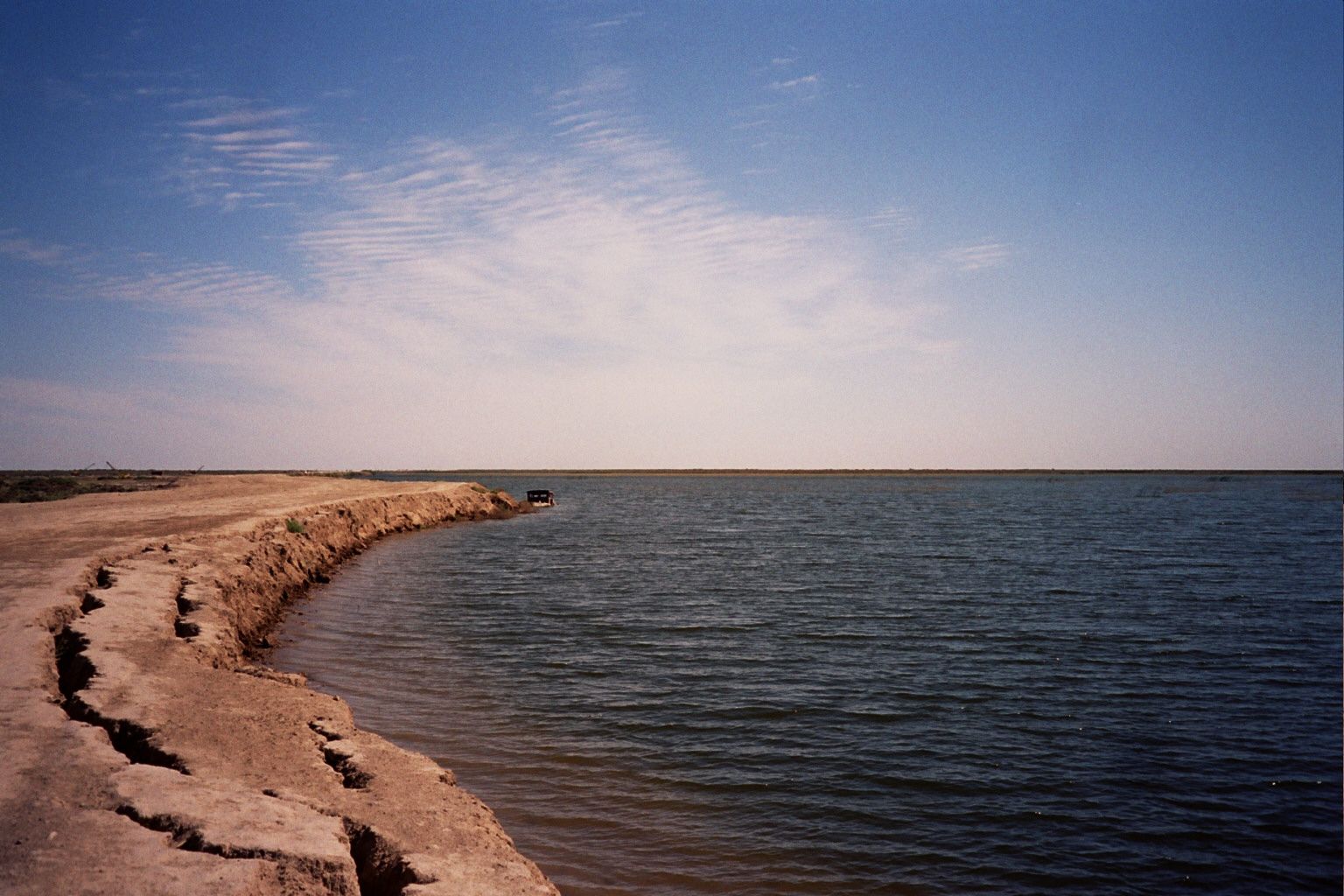
Lago artificial en Mo‘ynoq

En los meses de invierno, el sol se eleva solo entre 21 y 26 grados sobre el horizonte. Como resultado, en invierno el día es corto y la noche larga, y se establece un clima frío y seco. Los vientos del noreste que soplan en invierno traen masas de aire frío y seco del Ártico.
La precipitación media anual en Karakalpakstán es de alrededor de 108 mm, y su parte principal cae en las estaciones de primavera e invierno. La temperatura máxima del aire registrada es de +46 °C, y la temperatura mínima es de -38 °C, lo que significa que la amplitud térmica anual es de 84 °C, y los días sin heladas alcanzan hasta 200 al año.
En los meses de enero y julio, las fluctuaciones de temperatura diarias alcanzan los 25-30 °C. Las observaciones meteorológicas y climáticas se realizan en la estación meteorológica "Karakalpakstán" en Ustyurt y en la estación meteorológica ubicada en la ciudad de Takhiatash, o en las dos estaciones meteorológicas del norte y del sur.
Existe una diferencia notable entre el clima de la zona norte y sur de Karakalpakstán. Por ejemplo, mientras que la temperatura mínima en la estación meteorológica "Karakalpakstán" es de -38 °C, en la estación meteorológica "Takhiatash" es de -32 °C. Se observa una diferencia similar en las fluctuaciones de temperatura anuales y diarias y en las temperaturas medias de enero y julio. La cantidad media de precipitación anual también disminuye de norte a sur. Por ejemplo, en el asentamiento "Karakalpakstán" en el norte es de 135 mm, en la capital Nukus es de 87 mm, y en Turtkul es de 86 mm. La distribución de las precipitaciones a lo largo del año tampoco es uniforme; mientras que en la zona del Mar de Aral y en Ustyurt la precipitación anual es constante, en el sur es mayor en los meses de primavera e invierno. En algunos años, las precipitaciones en Karakalpakstán pueden ser abundantes, incluso alcanzando los 160-200 mm.
En los meses de invierno, las precipitaciones caen en forma de nieve, cuya profundidad puede alcanzar hasta 10 cm, y hay ocasiones en que permanece sin derretirse durante 20-30 días.
En los meses de verano, como resultado del calentamiento del aire, el nivel de humedad relativa es bajo, con un promedio del 24%. La velocidad media del viento es de 2.5-4 m/s, pero en algunos de los días más ventosos puede alcanzar hasta 25 m/s.
El clima de las regiones del sur de Karakalpakstán es más suave en comparación con el del norte, influenciado por la modesta altitud de las montañas Sultan Wayis. Karakalpakstán se encuentra en una zona climática templada, con veranos calurosos e inviernos fríos, y la sequedad del aire coincide con los días abrasadores del verano y los días de frío intenso del invierno.
En el norte el invierno, comienza en la tercera década de octubre, y en el sur, en la segunda década de noviembre, y se extiende por 4-5 meses. La parte norte del territorio de la república permite la libre entrada y dispersión de masas de aire frío procedentes del Ártico, con vientos que soplan desde el norte, noreste y noroeste. El aumento de las masas de aire frío crea una alta presión atmosférica en nuestra región. En estos momentos, las regiones del sur (Irán, Afganistán y las regiones del sur de Asia Central) están dominadas por aire cálido, y los ciclones que se forman en los frentes atmosféricos donde estas dos corrientes de aire se encuentran nos traen calor. En los meses de invierno, la masa de aire que se eleva desde el Océano Atlántico es importante para la llegada de masas de aire húmedo y cálido. La frecuente repetición de ciclones del sur contribuye a la inestabilidad del clima en los meses de invierno. Cuando las masas de aire frío del norte se intensifican, se producen fríos extremadamente severos. En esos años, la temperatura más baja desciende hasta -38 °C en las regiones del norte y hasta -32 °C en las regiones del sur. El invierno en las regiones del norte comienza unos veinte días antes que en las del sur. La profundidad media de congelación del suelo es de 40-50 cm, y en el punto máximo de congelación alcanza los 70 cm.

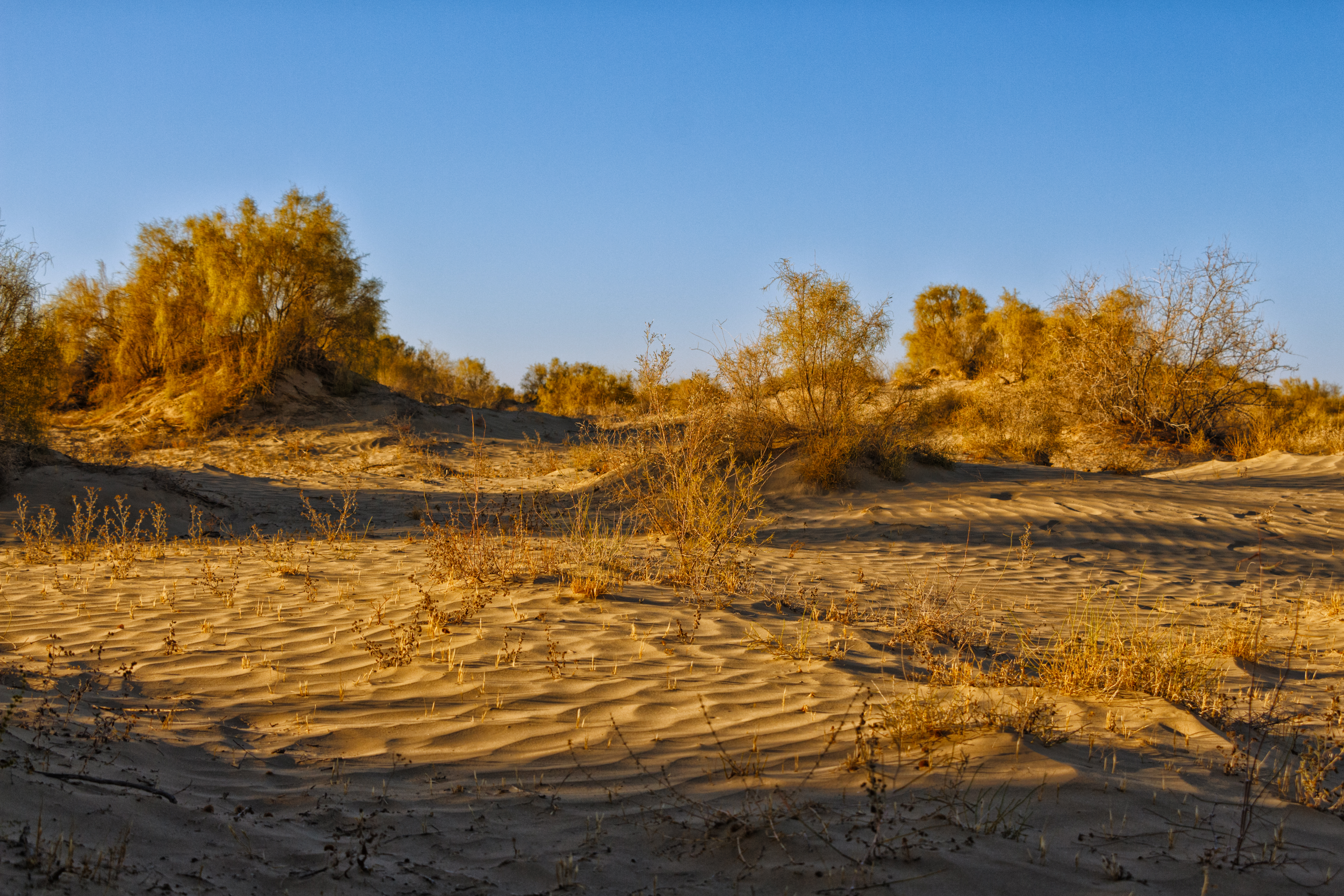
Desierto al amanecer en el Parque nacional de Aralkum, distrito de Muynak, República de Karakalpakistán, Uzbekistán.

En las regiones del sur, la primavera comienza a mediados de marzo, y en el norte - en Ustyurt - en la primera década de abril, y abril se considera un mes favorable para la primavera en la república. La estación primaveral en nuestras condiciones dura solo 1.5-2 meses. La helada primaveral en las regiones del sur de Karakalpakstán ocurre en promedio el 2 de abril, y en sus límites septentrionales el 28 de abril. En algunos años, la aparición de heladas primaverales también puede observarse a principios de mayo. Las heladas primaverales en las condiciones de Karakalpakstán son perjudiciales, especialmente para las flores de los árboles frutales y los brotes tempranos de los cultivos de huerta.
En las regiones del sur el verano comienza a mediados de mayo, y en las regiones del norte, en la primera década de junio, y dura de 3.5 a 4 meses. En verano, las lluvias pueden ocurrir en la primera década de la estación. En esta estación, el aire es cálido, seco y las precipitaciones son escasas. En nuestra república, la temperatura media del aire en julio es de +25.9 °C en Muynak, +27.1 °C en Nukus, y +28.4 °C en Turtkul.
Comenzando en Ustyurt el otoño, comienza a llegar en septiembre y, al igual que la primavera, dura solo 1.5-2 meses. En esta estación, la masa de aire cálido comienza a ser reemplazada por una masa de aire frío y pesado que llega del norte. Mientras que la primera parte del otoño está bajo la influencia del verano, con un clima estable, claro y sin precipitaciones, la segunda mitad es inestable, nublada y con precipitaciones. En las condiciones de nuestra república, el descenso de la temperatura del aire en otoño también es acelerado por la masa de aire frío procedente del Ártico. Esto provoca una aparición más temprana de las heladas (heladas otoñales). En esta república, la temperatura media del aire para el mes de octubre es de 11.1 °C en Muynak, 10.2 °C en Nukus, y 11.7 °C en Turtkul.

### Hidrografía

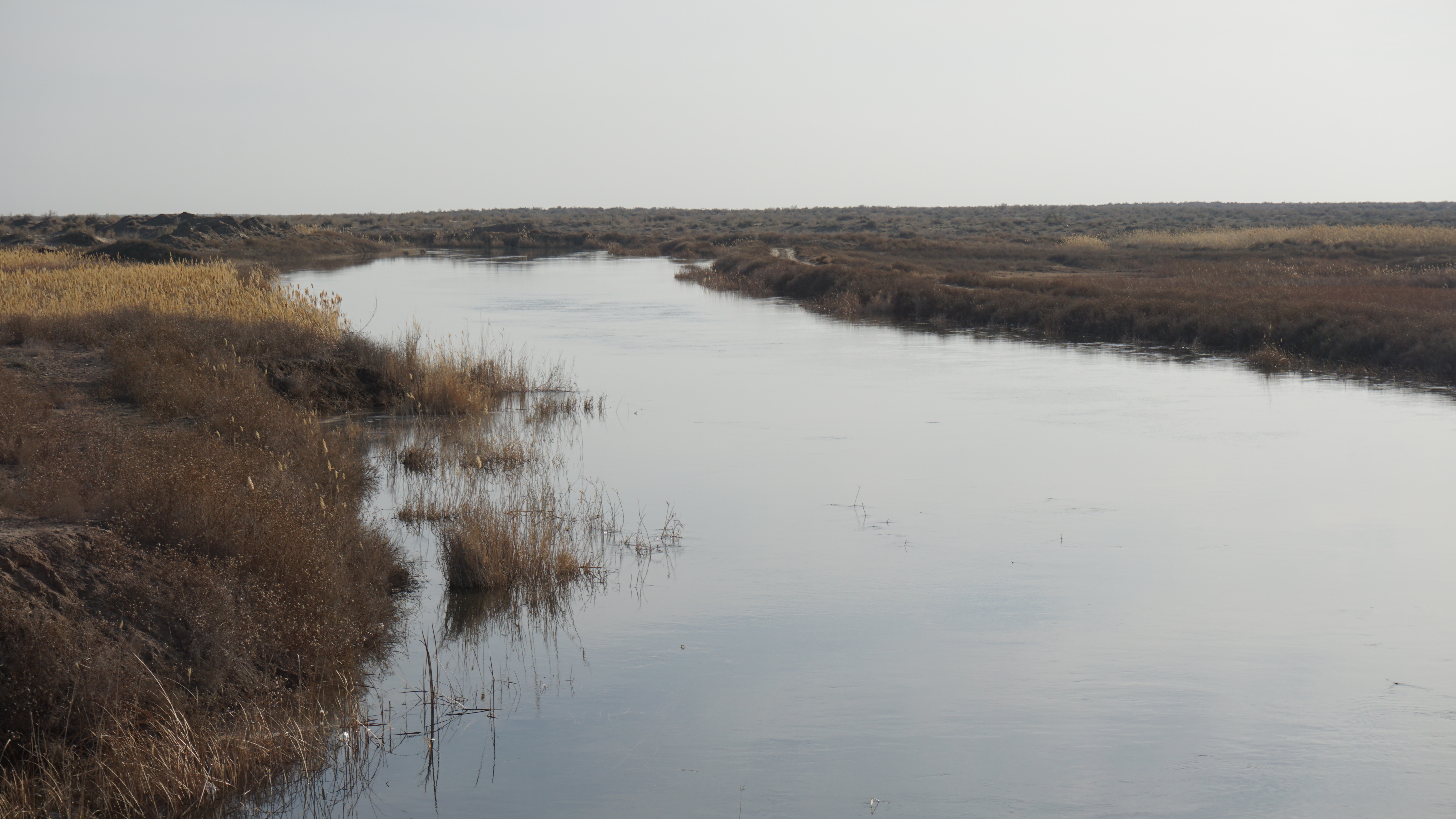
Distrito de Beruniy

La hidrografía de Karakalpakstán está marcada por su clima extremadamente continental y árido, lo que resulta en una escasez de cuerpos de agua dulce y una fuerte dependencia de fuentes externas. La región se encuentra lejos de las grandes masas de agua oceánicas, lo que contribuye a su sequedad.
Históricamente, la región ha estado influenciada por el Mar de Aral, cuya crisis ecológica ha tenido un impacto significativo en la hidrografía local. Aunque gran parte del mar ha desaparecido, en su lugar han quedado desiertos como el Kyzylkum y el Karakum, así como la meseta de Ustyurt y algunos lagos residuales.
Un ejemplo de estos cuerpos de agua es el lago Barsakelmes (Barsakelmes kóli), ubicado en la meseta de Ustyurt, hace aproximadamente 30 millones de años formó parte del antiguo mar llamado Tetis. Hasta el día de hoy, en el lugar del mar, han quedado el Kyzylkum, el Karakum, la meseta de Ustyurt y este lago. La base de la meseta de Ustyurt está formada por los restos de cambios geológicos ocurridos durante las eras Mesozoica y Paleozoica en la historia de la Tierra. La meseta de Ustyurt se formó debido a movimientos tectónicos, y la acción del viento y el agua. Durante millones de años, se formó una profunda capa de arcilla a partir de yeso y lodo. La altura de las paredes naturales alcanza los 50-60 metros, y en algunos lugares, hasta los 100 metros. Según las leyendas, se dice que una antigua ciudad real dentro de la salina pertenecía a un gobernante de Khorezm llamado Farasman, quien vivió en el siglo IV a. C., y una gran cantidad de oro fue enterrada allí. 

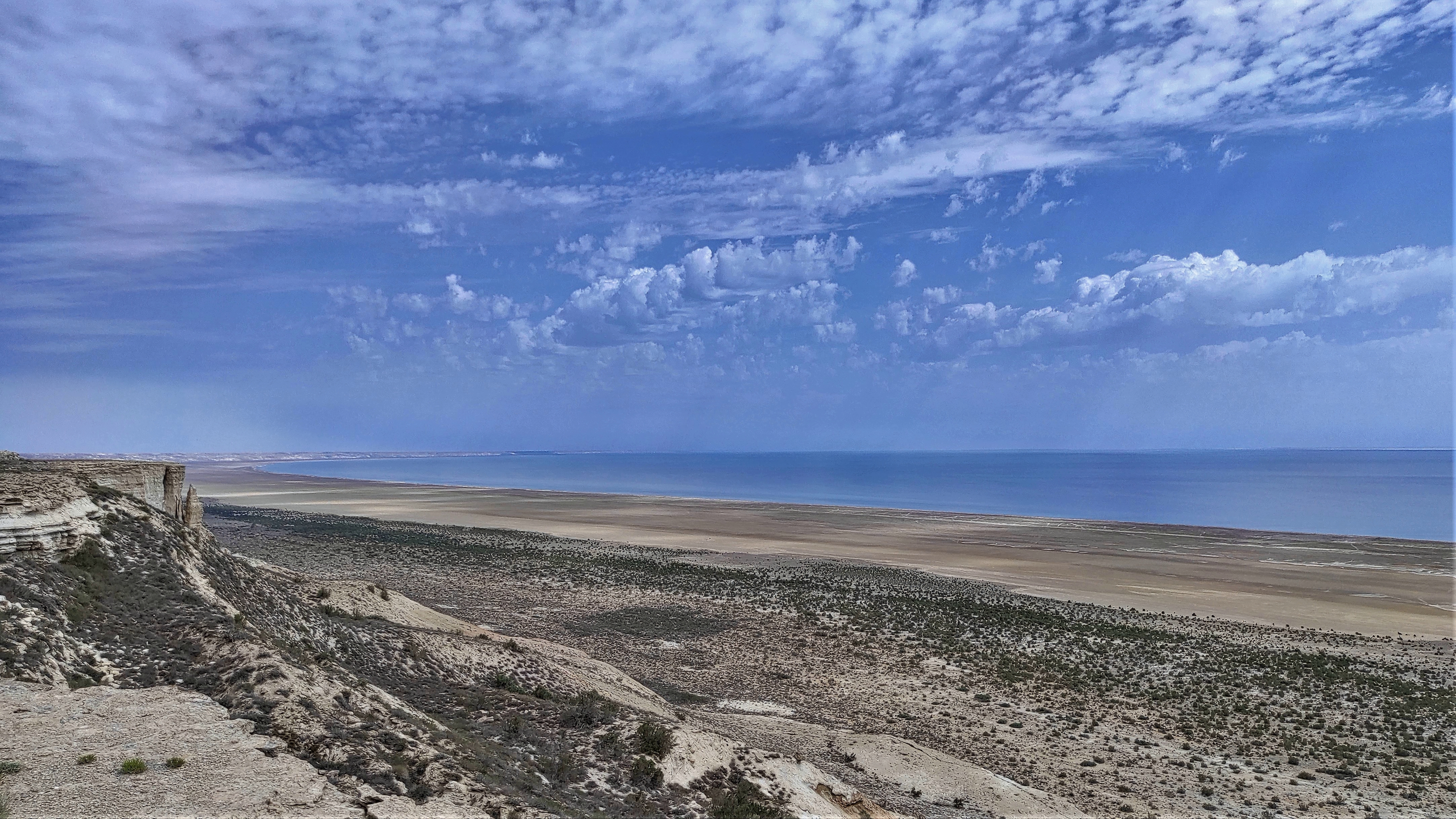
Parque nacional Ustyurt del Sur

Durante muchos siglos, las personas que vinieron en busca de este oro desaparecieron sin dejar rastro y nunca regresaron. Debido a esto, se difundió la frase "si vas, no regresas", y se le dio este nombre a estos lugares. A menudo se dice que el nombre del lago se ajusta a la verdad. Esto se debe a que acercarse al lago es muy peligroso, y el área del lago está rodeada por numerosos acantilados y una fina capa de sal. Al mismo tiempo, el resto de las partes del lago que no están cubiertas de sal también pueden llenarse de sal. Sin embargo, según la gente local, si se usan botas de goma, es posible atravesar el pantano de manera segura y llegar a la parte superior del lago. En este caso, es posible caminar a lo largo del lago salado, que es tan duro como una roca. En septiembre de 2023, el famoso ultramaratonista estadounidense Dean Karnazes y Kulikov planearon correr una distancia de 42 km a lo largo del área del lago "Barsakelmes" con el objetivo de llamar la atención de la comunidad mundial sobre el desastre ecológico del Mar de Aral.

## Política y Gobierno
El jefe de la república es el presidente del Consejo Supremo de Karakalpakstán o del parlamento (conocido como «presidente de la república» entre 1991 y 1992). El jefe del gobierno es el presidente del Consejo de Ministros de Karakalpakstán.
Uno de los vicepresidentes del Senado del Oliy Majlis (Asamblea Suprema) es un representante de Karakalpakstán, según la Constitución.

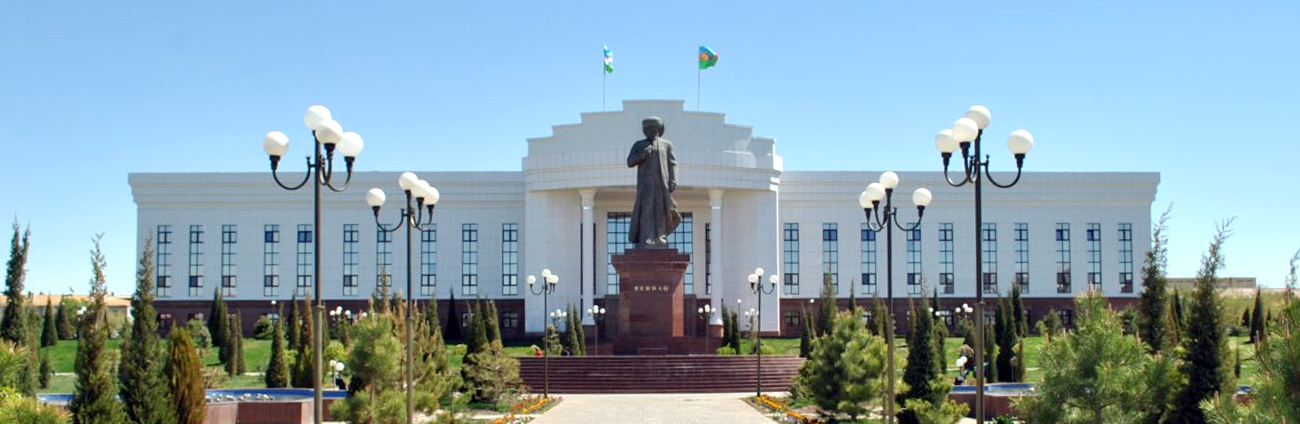
Edificio del Parlamento de Karakalpakistán en Nukus

### Estatus en la Constitución de Uzbekistán
El capítulo XVII de la Constitución de la República de Uzbekistán está dedicado al estatus de Karakalpakistán. En concreto, el artículo 85 establece lo siguiente: «La República Soberana de Karakalpakstán forma parte de la República de Uzbekistán. La soberanía de la República de Karakalpakstán está protegida por la República de Uzbekistán». Según el artículo 90, «Las relaciones mutuas entre la República de Uzbekistán y la República de Karakalpakstán en el marco de la Constitución de la República de Uzbekistán se rigen por los tratados y acuerdos celebrados entre la República de Uzbekistán y la República de Karakalpakstán».
De conformidad con el artículo 22 de la Constitución de Uzbekistán, «los ciudadanos de la República de Karakalpakstán son al mismo tiempo ciudadanos de la República de Uzbekistán».

### Estatus en la Constitución de Karakalpakstán

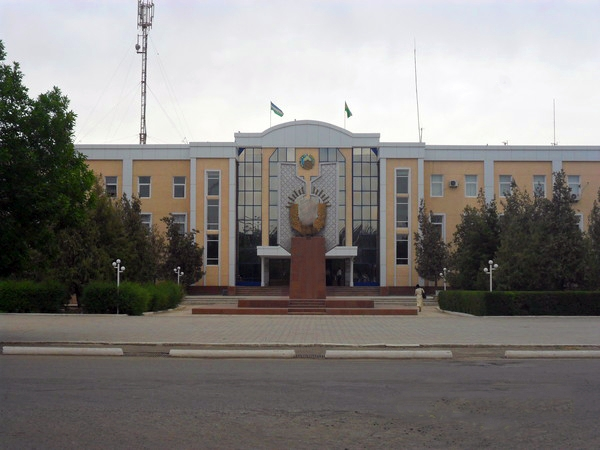
Edificio de la Administración distrital en To‘rtko‘l

Karakalpakstán, según el artículo 1 de la Constitución de la República de Karakalpakstán, es «una república democrática soberana que forma parte de la República de Uzbekistán» y tiene derecho a separarse de ella sobre la base de un referéndum popular de Karakalpakstán.
La Declaración de Soberanía Estatal de la República de Karakalpakstán fue aprobada y firmada por el Consejo Supremo de la República Socialista Soviética Autónoma de Karakalpakstán el 14 de diciembre de 1990. El 9 de abril de 1993, el Consejo Supremo de la República de Karakalpakstán aprobó la Constitución de la República de Karakalpakstán.

### Derecho a la independencia de la República de Uzbekistán
La soberanía de la República Socialista Soviética Autónoma de Karakalpakstán está garantizada desde la Constitución de la República Autónoma. La República Socialista Soviética de Uzbekistán debía defender los intereses de la República Socialista Soviética Autónoma de Karakalpakstán de conformidad con su Ley Fundamental y la Constitución de la República Socialista Soviética de Uzbekistán.

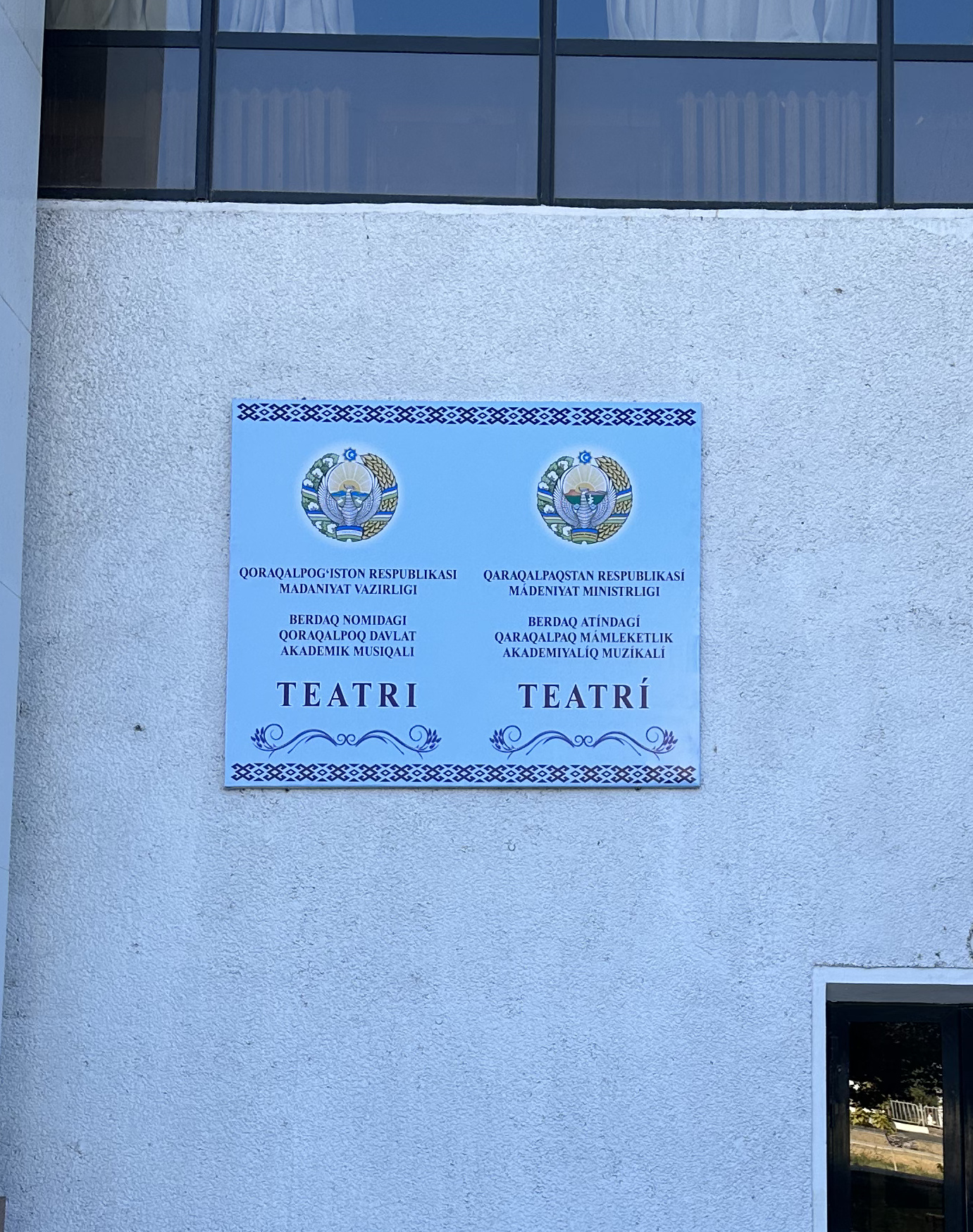
Un cartel escrito en Uzbeko y Karakalpako (Derecha)

### Ley sobre los fundamentos de la independencia estatal de la República de Uzbekistán
La República de Uzbekistán reconoce la integridad territorial y la soberanía de la República de Karakalpakstán como parte de la República de Uzbekistán. Las relaciones entre la República de Uzbekistán y la República de Karakalpakstán se basan en la igualdad de derechos, mediante tratados y acuerdos bilaterales entre ellas.
La República de Karakalpakstán conserva el derecho a separarse libremente de la República de Uzbekistán de conformidad con la legislación.

## Demografía
La población de Karakalpakistán está estimada en 1 711 800 habitantes de acuerdo al censo de 2013, de los cuales 400 000 son de la etnia karakalpaka, cuyo nombre significa «sombreros (de piel) negros», 400 000 son uzbekos, y 300 000 son kazajos. Los karakalpakos eran un pueblo nómada dedicado a la ganadería y a la pesca, y fueron reconocidos por primera vez en el siglo XIX. De hecho, culturalmente, Karakalpakistán es más cercano a Kazajistán que a Uzbekistán. El idioma karakalpako pertenece al grupo de las lenguas túrquicas, teniendo estrecha relación con el kazajo, y más lejana con el uzbeko. Hasta la sovietización, se escribía en alfabeto árabe, el cual fue reemplazado por el cirílico. En 1996 se adoptó el alfabeto latino.
Además de la capital Nukus, las ciudades más grandes son Hojeli, un lugar con muchas ruinas corasmias, y Moynaq un puerto del antiguo mar de Aral, ahora muchos kilómetros tierra adentro.

## Economía

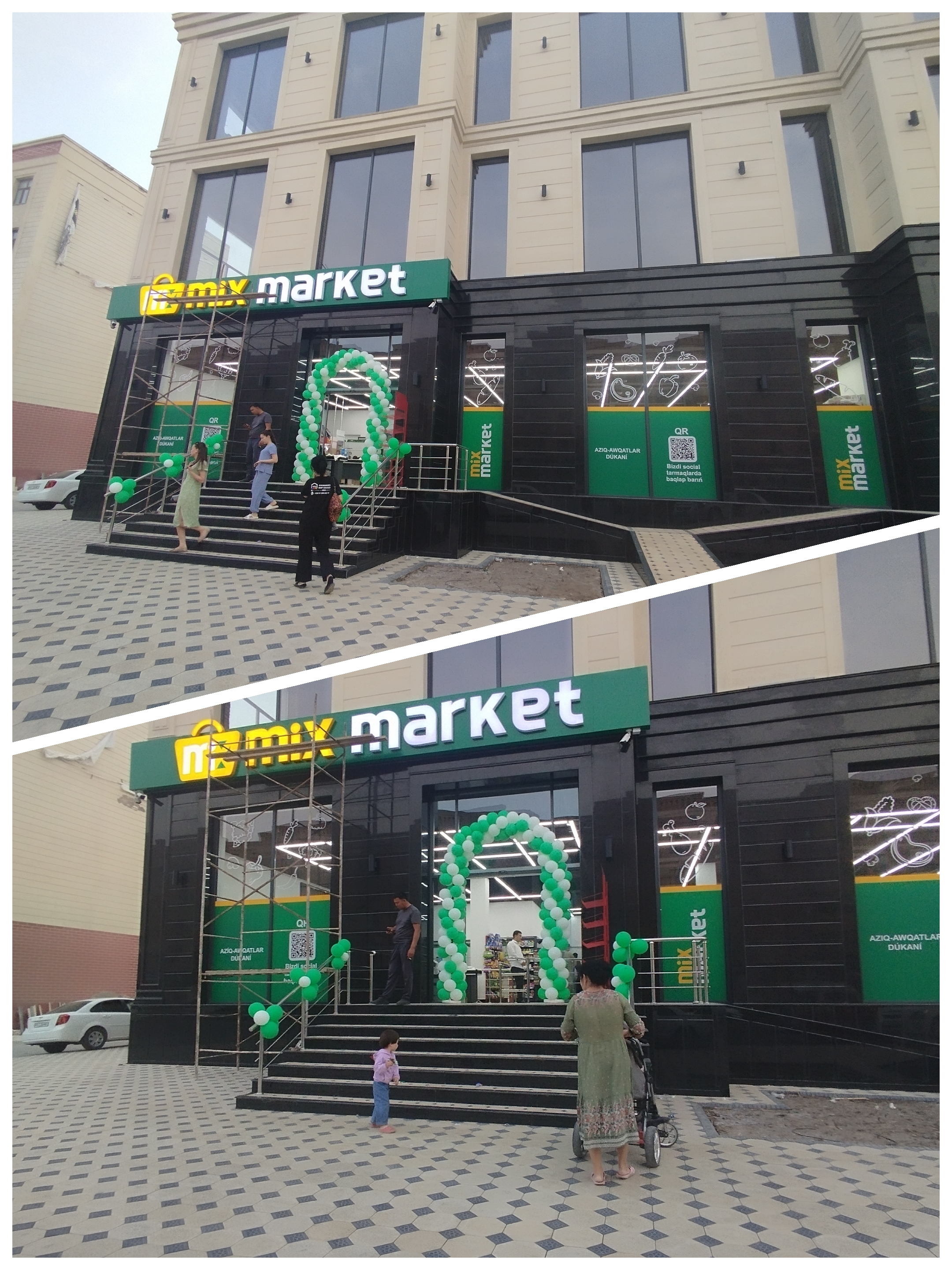
Un local comercial en Nukus la capital

La economía de la región solía depender en gran medida de la pesca en el mar de Aral. Ahora se sustenta gracias al algodón, el arroz y frutas como ciruelas, peras, uvas y albaricoques, además de todo tipo de melones. La energía hidroeléctrica proviene de una gran central construida por los soviéticos en el Amu Darya, que en su día estuvo muy poblada y sustentó una agricultura extensiva basada en el riego durante miles de años. Bajo el dominio de Khorezm, la zona alcanzó un poder y una prosperidad considerables.
Sin embargo, el cambio climático a lo largo de los siglos, acelerado por la evaporación del mar de Aral provocada por el hombre a finales del siglo XX, ha creado un panorama desolador en la región. Los antiguos oasis de ríos, lagos, marismas, bosques y granjas se están secando y siendo envenenados por la sal transportada por el viento y por los residuos de fertilizantes y pesticidas del lecho seco del mar de Aral. Las temperaturas en verano han aumentado 10 °C (18 °F) y las temperaturas en invierno han disminuido 10 °C (18 °F). Las tasas de incidencia de anemia, enfermedades respiratorias y otros problemas de salud han aumentado drásticamente.

En 2016 comenzó a funcionar el complejo gasquímico de Ustyurt (GHK), uno de los proyectos más grandes del mundo en el sector del petróleo y el gas. La publicación internacional Project Finance International reconoció en 2012 el acuerdo de diseño y financiación de este proyecto como el mejor en el sector petroquímico y gasquímico. El proyecto también ha sido galardonado con los premios internacionales «Mejor operación de 2012» de las publicaciones Trade Finance Magazine y Global Trade Review. El 13 de marzo de 2014, otra publicación internacional, Infrastructure Journal, otorgó al proyecto de construcción del complejo el premio «Operación global de 2014 en el sector del petróleo y el gas».

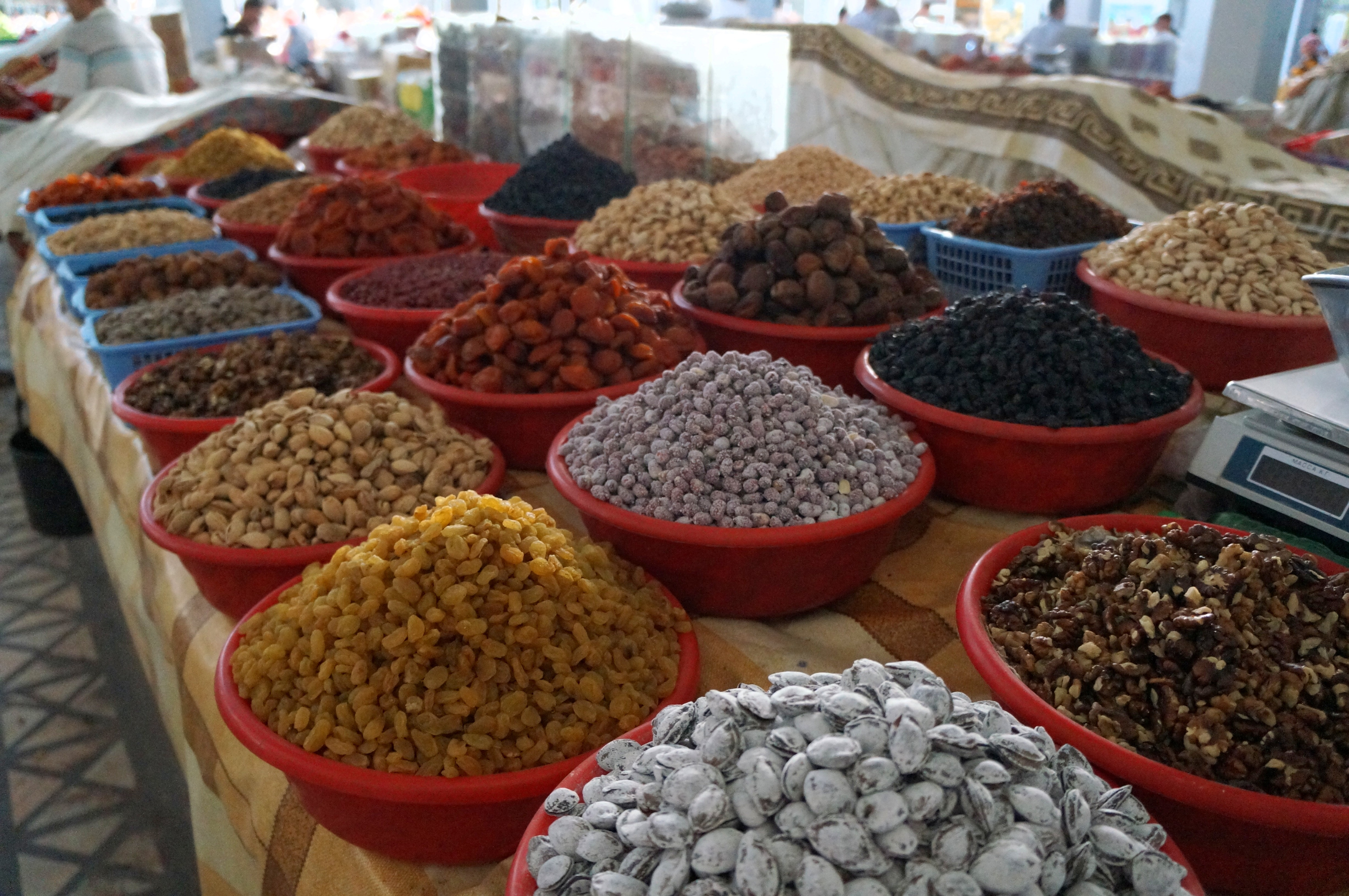
Frutos secos en el bazar de Nukus

Según datos preliminares de 2019, el producto regional bruto (PRB) de la República de Karakalpakstán aumentó un 6,8 % y ascendió a 18 735,7 mil millones de sum. El crecimiento del PBR se debe a las tasas de crecimiento positivas en los principales sectores de la economía de la región, como la agricultura, la silvicultura y la pesca, con un 106,7 % (cuota en la estructura del PBR: 27,3 %), la industria, con un 105,0 % (31,0 %), la construcción — 123,8 % (8,4 %), el sector servicios — 104,9 % (33,3 %). Al mismo tiempo, el PIB per cápita ascendió a 9 944,1 mil sum y creció un 5,2 %.

### Industria Gasífera
Shaqpaqtı  es un yacimiento de gas condensado en la parte suroriental de la meseta de Ustyurt, en el distrito de Qońırat de la República de Karakalpakstán. Shaqpaqtı se encuentra a 220 kilómetros al suroeste de la ciudad de Qońırat. El yacimiento está situado en el pliegue anticlinal de Shaqpaqtı, que se extiende de noroeste a sureste y tiene unas dimensiones de 16x8 kilómetros.

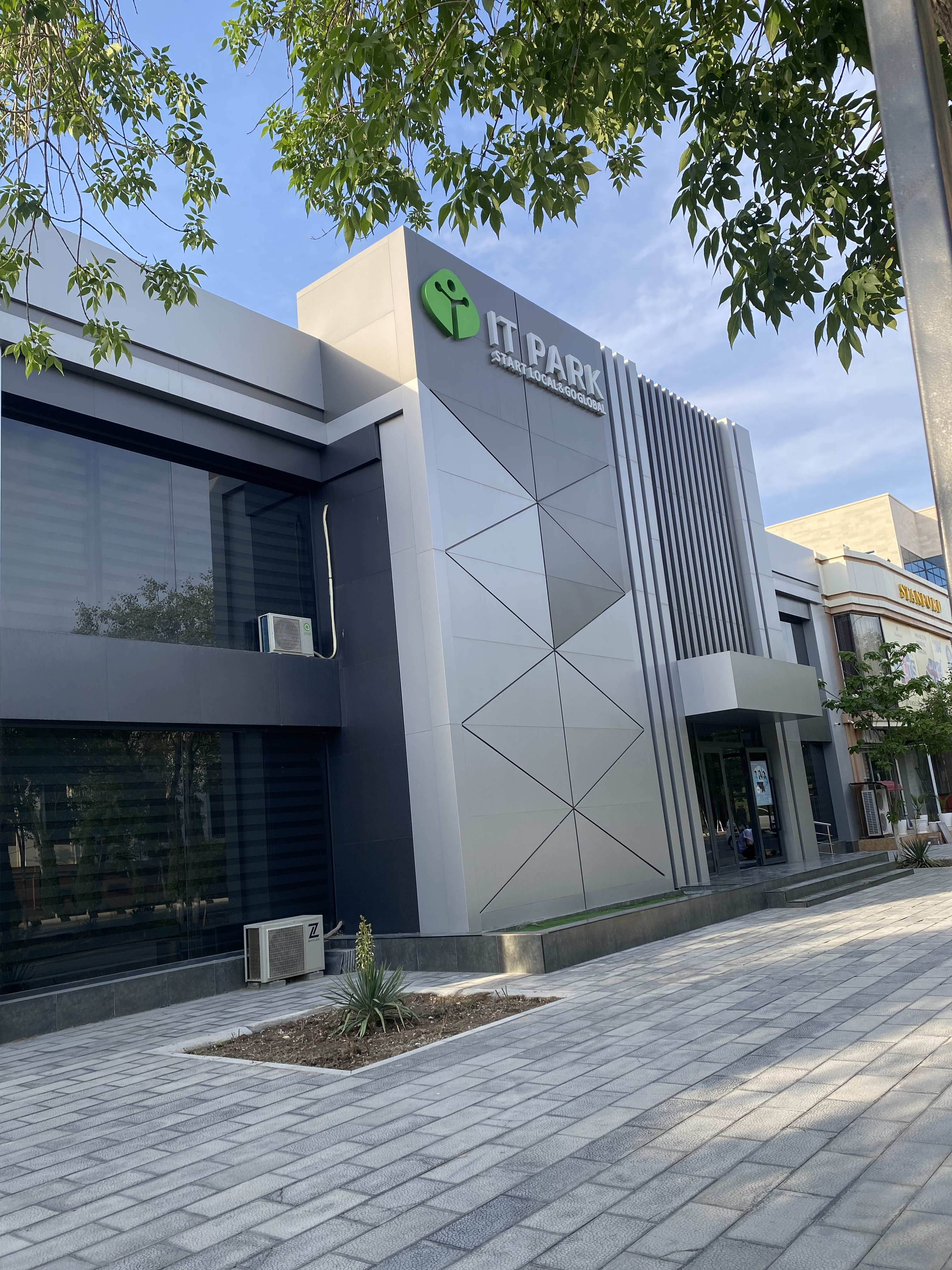
Edificio del Parque Tecnológico de la República de Karakalpakistán, Uzbekistán

En el lugar se han perforado un total de 14 pozos, que han revelado rocas de las eras Jurásica, Cretácica, Paleógena y Neógena. La composición del gas incluye sedimentos de las eras Jurásica y Triásica. Los depósitos jurásicos (con un espesor de 760-955 m) y cretácicos (con un espesor de 1370-1420 m) están compuestos por arcilla gris oscuro, aleurolita y arenisca. Las rocas del Paleógeno consisten en carbonatos de 40-55 metros de espesor, arenisca y marga, mientras que los depósitos del Neógeno están compuestos por arcilla y caliza de 100-115 metros de espesor. 
El gas en el yacimiento de Shaqpaqtı se encuentra en depósitos jurásicos, con 8 horizontes. Las rocas de arenisca y aleurolita actúan como rocas almacén. Los horizontes se han abierto en un rango de 1700-2230 metros. La presión inicial del estrato es de 22.7 MPa, y el rendimiento diario de gas es de 114.6 a 510.0 mil m³. La mineralización del agua en los depósitos jurásicos y cretácicos es de 125-205 g/l. El yacimiento de Shaqpaqtı fue descubierto en 1962 y puesto en operación en 1971. En 1974, la extracción anual de gas en el yacimiento alcanzó los 2.500 millones de metros cúbicos, comenzando la extracción industrial de gas natural.
Las reservas iniciales de gas en el yacimiento ascienden a 39.900 millones de m³. Desde agosto de 2004 hasta 2018, el volumen de gas extraído del yacimiento de Shaqpaqtı superó los 4.000 millones de metros cúbicos. En 2017, la extracción de gas fue de 311.4 millones de metros cúbicos, y desde principios de 2018 hasta el 15 de agosto, esta cifra alcanzó los 176.4 millones de metros cúbicos.

El operador de producción es el consorcio ruso Zarubezhneftegaz-GPD Central Asia (compuesto por QK Zarubezhneftegaz y Gazprom). En 2004, se firmó un acuerdo de "reparto de producción" por 15 años entre la Compañía Nacional de Petróleo y Gas de Uzbekistán ("O'zbekneftgaz") y el consorcio de inversores compuesto por la Sociedad Anónima Cerrada "Zarubezhneftegaz" y la compañía "Gas Project Development Central Asia AG" para el desarrollo adicional del yacimiento de Shaqpaqtı. De acuerdo con el contrato, "Gazprom International" está llevando a cabo un proyecto piloto para la reconstrucción y el desarrollo adicional de Shaqpaqtı. Para implementar este proyecto, se estableció la compañía operativa "Zarubezhneftegaz-GPD Sentralnaya Aziya" LLC (actualmente una de las estructuras operativas de "Gazprom International") como operador. 

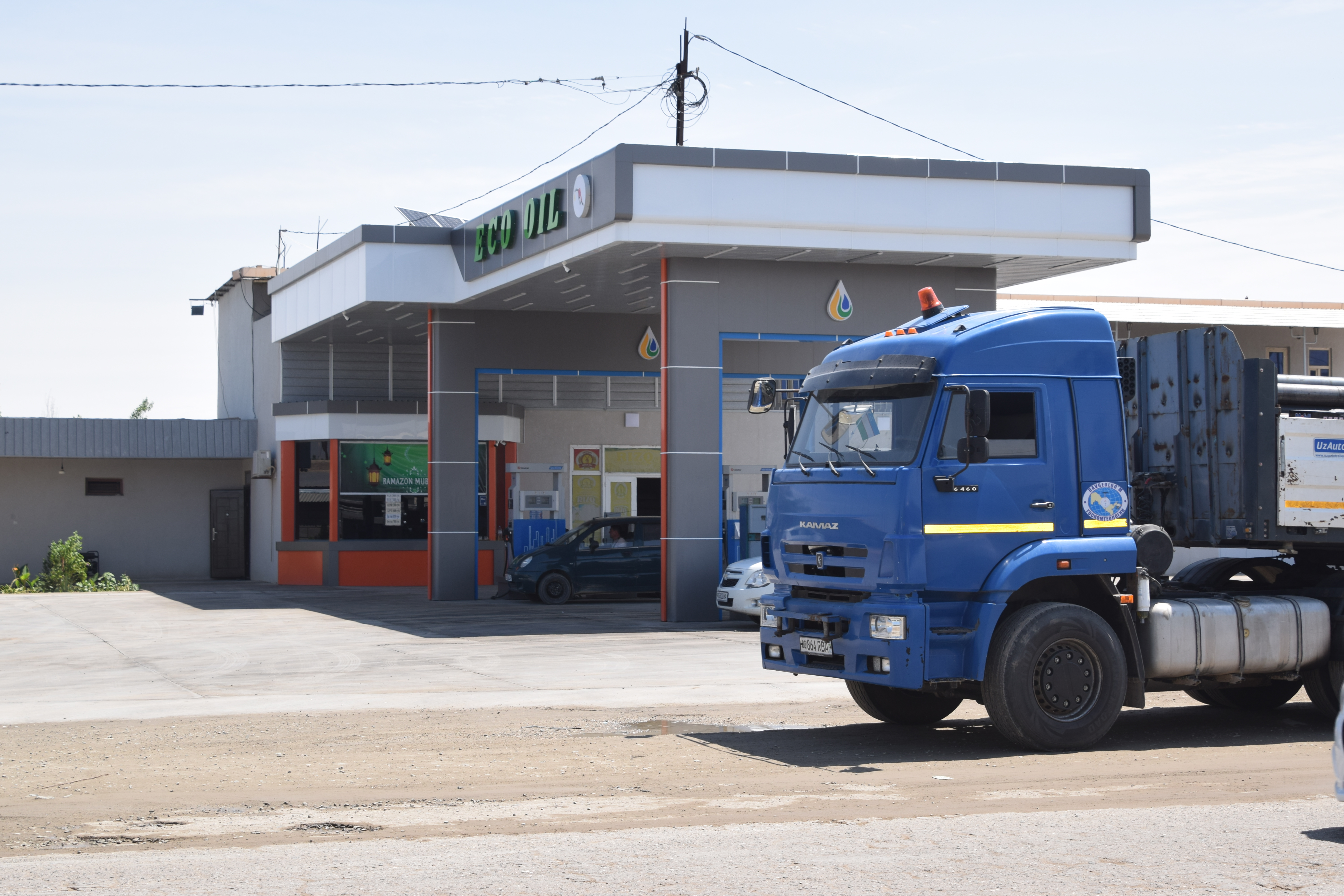
Una gasolinera o Estación de servicio en Karakalpakistán

Sus objetivos y tareas incluyen el desarrollo del yacimiento, la extracción y el transporte de materias primas, la construcción de la infraestructura necesaria, el procesamiento de gas, su almacenamiento, la implementación de medidas de protección ambiental, así como la organización de otros servicios directamente relacionados con estas actividades. El gas producido en Shaqpaqtı se entrega a la estación compresora de Karakalpakstán y, posteriormente, a los consumidores a través del gasoducto "Asia Central — Centro". Durante 2013, los especialistas de "Gazprom International" llevaron a cabo trabajos de reparación en siete pozos y pusieron en operación cuatro pozos nuevos, elevando la reserva total de pozos existentes en Shaqpaqtı a 20. La producción diaria promedio de gas en el yacimiento (teniendo en cuenta las correcciones en el programa de producción) fue de 940 mil metros cúbicos. En agosto de 2018, el presidente de la República de Uzbekistán firmó un decreto para extender por otros cinco años la licencia de producción conjunta de gas en el yacimiento de Shaqpaqtı en el marco de la asociación Uzbekistán-Rusia; la licencia de extracción de gas existente expiraba en marzo de 2019. La extensión de la licencia por otros 5 años fue confirmada en mayo de ese mismo año durante el Foro Económico Internacional en San Petersburgo, Rusia, con la firma del documento correspondiente entre la Sociedad Anónima "O'zbekneftgaz" y la Sociedad Anónima Estatal "Gazprom".

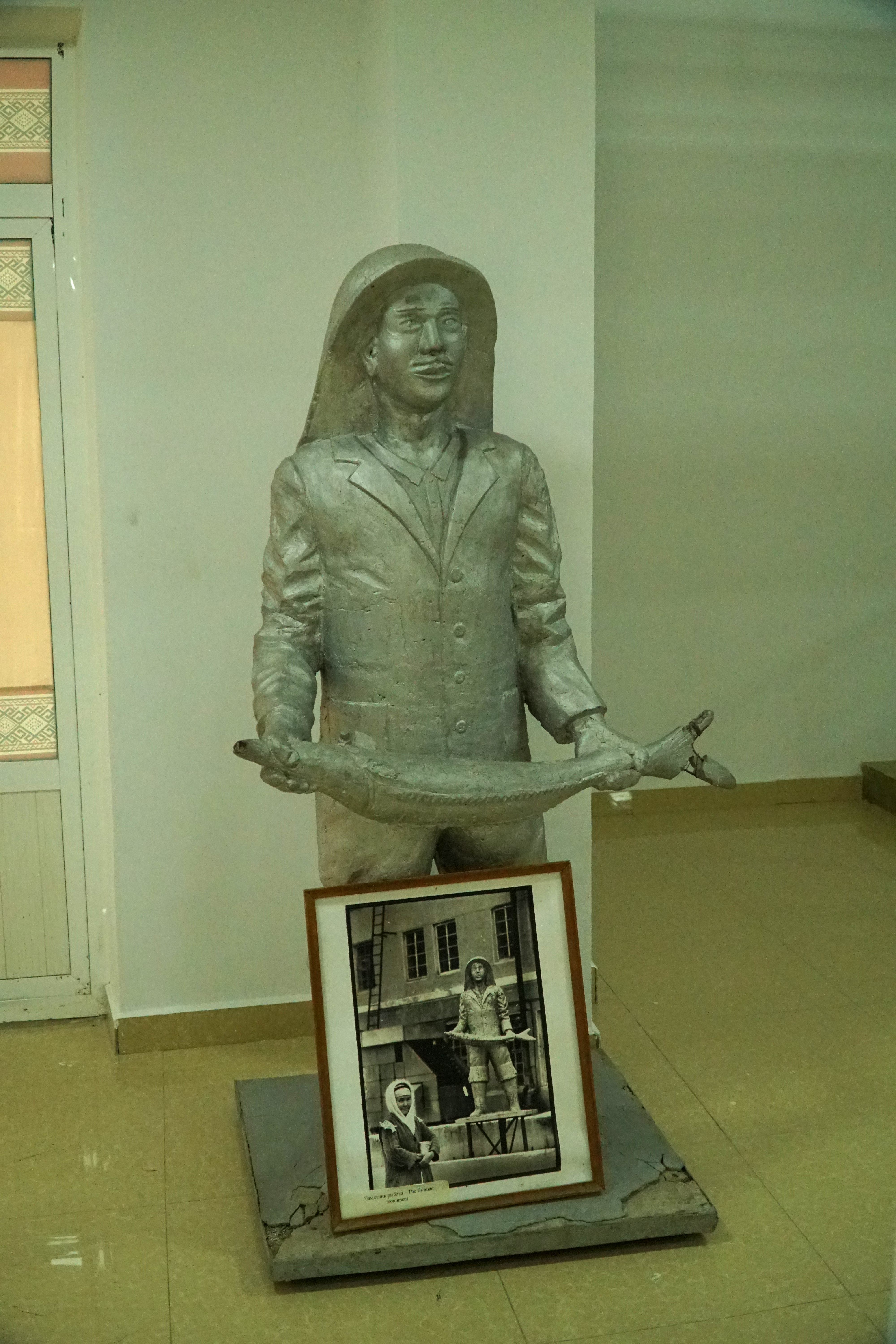
Estatua de un pescador, Museo Regional de Historia y del Mar de Aral en Mo'ynoq.

## Turismo

### Museo Estatal de Arte I.V. Savitsky
Según expertos y medios internacionales, la colección del Museo Estatal de Arte de la República de Karakalpakstán, que lleva el nombre de Savitsky, es una de las más destacadas de Asia Central. Hoy en día, el museo es conocido mundialmente y cuenta con más de 90 mil piezas. Apodado el "Louvre del desierto", alberga ejemplos del arte popular de los karakalpakios (pueblo con una historia y cultura distintiva) así como patrimonio material y artístico del antiguo Jorezm, obras modernas uzbekas y piezas rusas excepcionales de las décadas de 1920 y 1930. El museo fue fundado por el arqueólogo, crítico de arte y coleccionista Igor Vitalievich Savitsky.

### Mar de Aral
El Mar de Aral, que alguna vez fue uno de los lagos más grandes del mundo, está actualmente en proceso de desaparición. Cada año, turistas de todo el mundo visitan el mar agonizante. Un viaje a la zona desértica del mar, a unos 400 km de Nukus, requiere al menos dos días y vehículos especiales para terrenos sin caminos definidos. Es un trayecto peligroso, especialmente por el riesgo de perderse en los desiertos de Ustyurt, de donde es difícil ser rescatado. Hoy se han instalado refugios especiales para los viajeros.

### Museo de los Barcos Bajo el Cielo Abierto de Moynaq
Los barcos oxidados de Moynaq simbolizan el desastre del Mar de Aral. A principios de los años 2000, había cerca de 300 embarcaciones abandonadas en los fondos secos del mar, muchas de las cuales fueron desechadas como chatarra. Actualmente, once barcos están en exhibición en el “Museo de los barcos bajo el cielo abierto”.

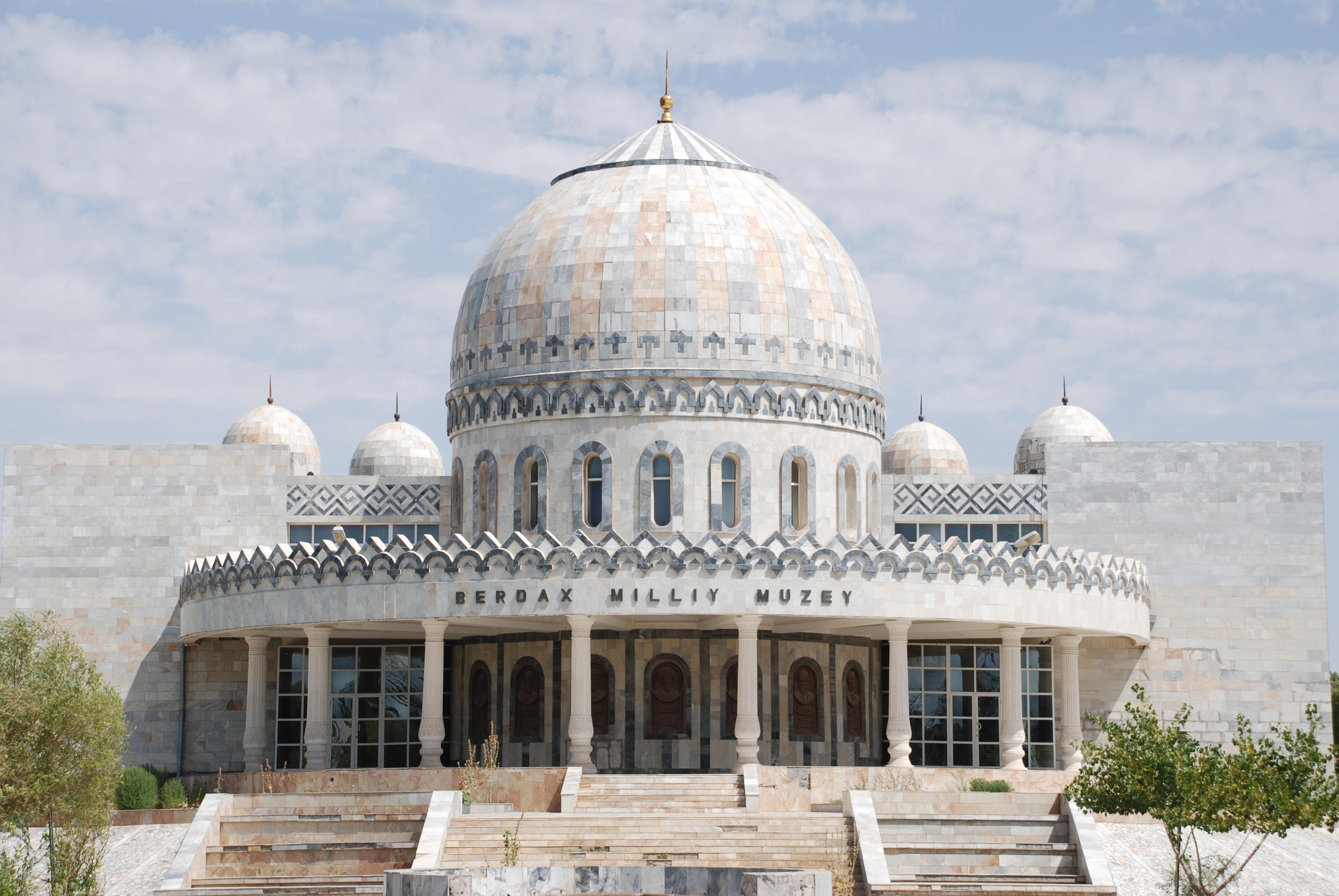
Museo nacional en Berdaq (Berdaq milliy muzeyi)

### Complejo Mizdakhan
El complejo Mizdakhan es un conjunto arqueológico y arquitectónico que abarca desde el siglo IV a. C. hasta el siglo XIV d. C. El antiguo sitio ocupa unos 200 hectáreas y se encuentra cerca de las carreteras principales que conectan Urgench (Turkmenistán), las regiones del norte de Karakalpakstán —como Qońırat y Moynaq— y la meseta de Ustyurt. Sus principales estructuras están ubicadas al suroeste de la ciudad de Khojeli, sobre tres colinas, e incluyen la fortaleza Gaur Kala, los mausoleos de Shamun Nabi, Mazlumkhan Sulu, Khalfa Erejep, un caravasar y más. Las excavaciones han descubierto monedas, utensilios domésticos, cerámica, y objetos artísticos de oro.

### Fortaleza Ayaz Kala

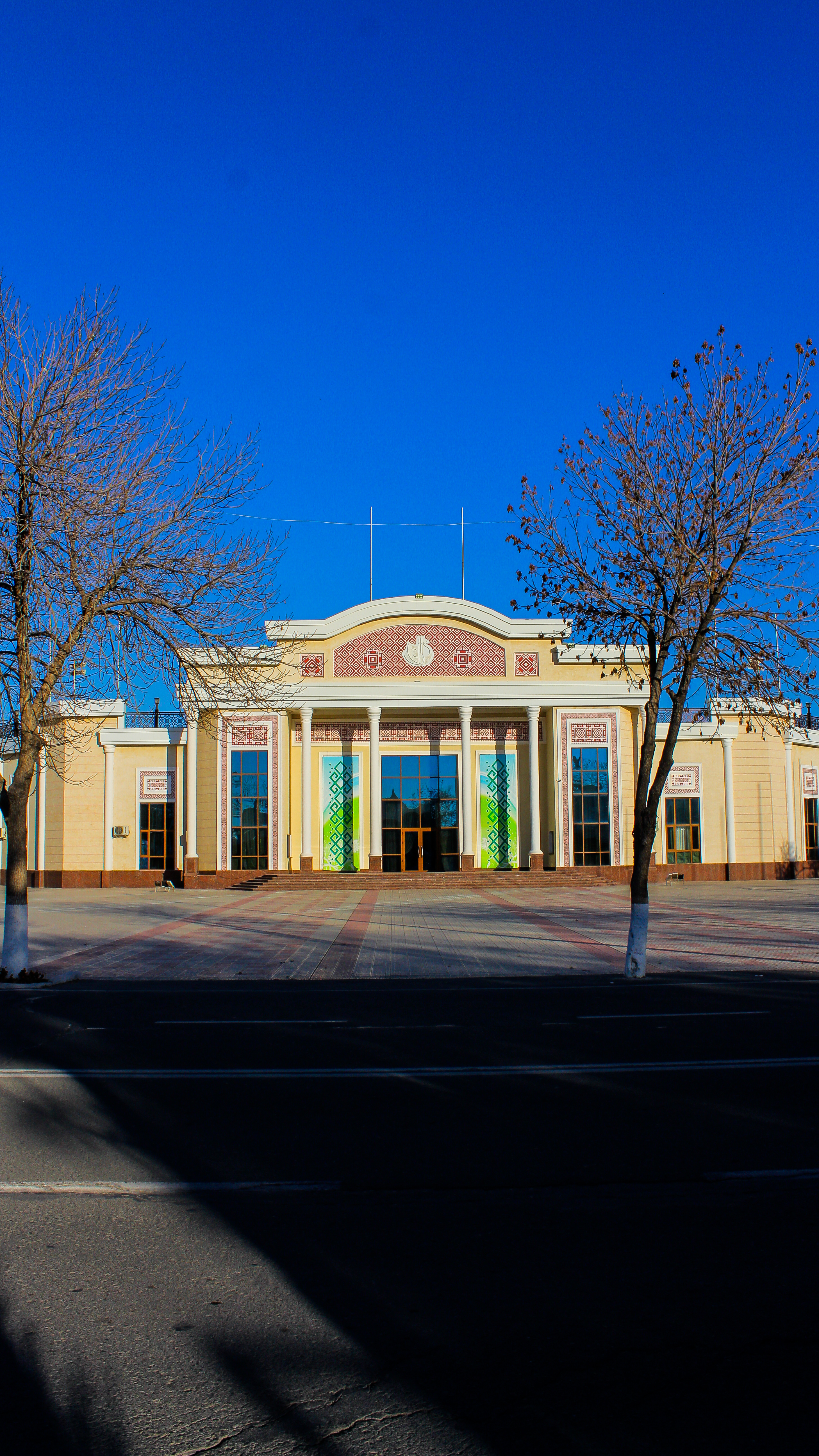
Anfiteatro en Nukus

Ayaz Kala es un complejo de sitios arqueológicos de los siglos II al IV d. C., ubicado en el distrito de Beruniy en Karakalpakstán. Fue descubierto en 1937 por la expedición arqueológica-etnográfica de Jorezm, que también realizó excavaciones. Pertenece a la época del reino Kushán, y se han encontrado cerámica, herramientas, armas, objetos decorativos y monedas, incluyendo divisas de Kanishka. Ayaz Kala servía como un fuerte estratégico en la frontera noreste del antiguo Jorezm.

### Salar de Barsakelmes
El salar de Barsakelmes es lo que queda del mar de Tetis, que desapareció hace unos 21 millones de años. Hoy en día, sus 90 km de largo y 50 km de ancho sirven como fuente de materia prima para la planta de soda de Qońırat. Existen leyendas sobre su nombre: se dice que en el interior del salar hay una ciudad antigua enterrada con grandes cantidades de oro perteneciente al rey Farasman del siglo IV a. C. Muchas personas que intentaron encontrar ese tesoro desaparecieron sin dejar rastro. Por eso, el nombre Barsakelmes significa “si entras, no saldrás”. En otoño, el salar adquiere tonalidades sorprendentes.

### Lago Sudoche
Famoso por sus flamencos, el Lago Sudoche se encuentra en el distrito de Moynaq, en Karakalpakstán, y tiene una superficie de más de 50 mil hectáreas. En sus aguas migran y residen hasta 240 especies de aves, en miles de ejemplares. Está ubicado en una ruta migratoria de aves transcontinentales que viajan desde Siberia y la tundra hacia regiones cálidas en Asia Occidental. El sistema está compuesto por varios cuerpos de agua (pequeño y gran Sudoche, Qarateren, Begdulla, Omar Salim, Qarajar, Aqushpa, entre otros), que sirven como lugar de anidación, descanso y alimentación para las aves. En el lago habitan 30 de las 40 especies de aves que figuran en el Libro Rojo de Uzbekistán, y 18 de las 24 que están en la Lista Roja de la Unión Internacional para la Conservación de la Naturaleza. Ornitólogos han descubierto una gran cantidad de nidos de flamencos en Sudoche.

## Energía

### Hidroelectricidad

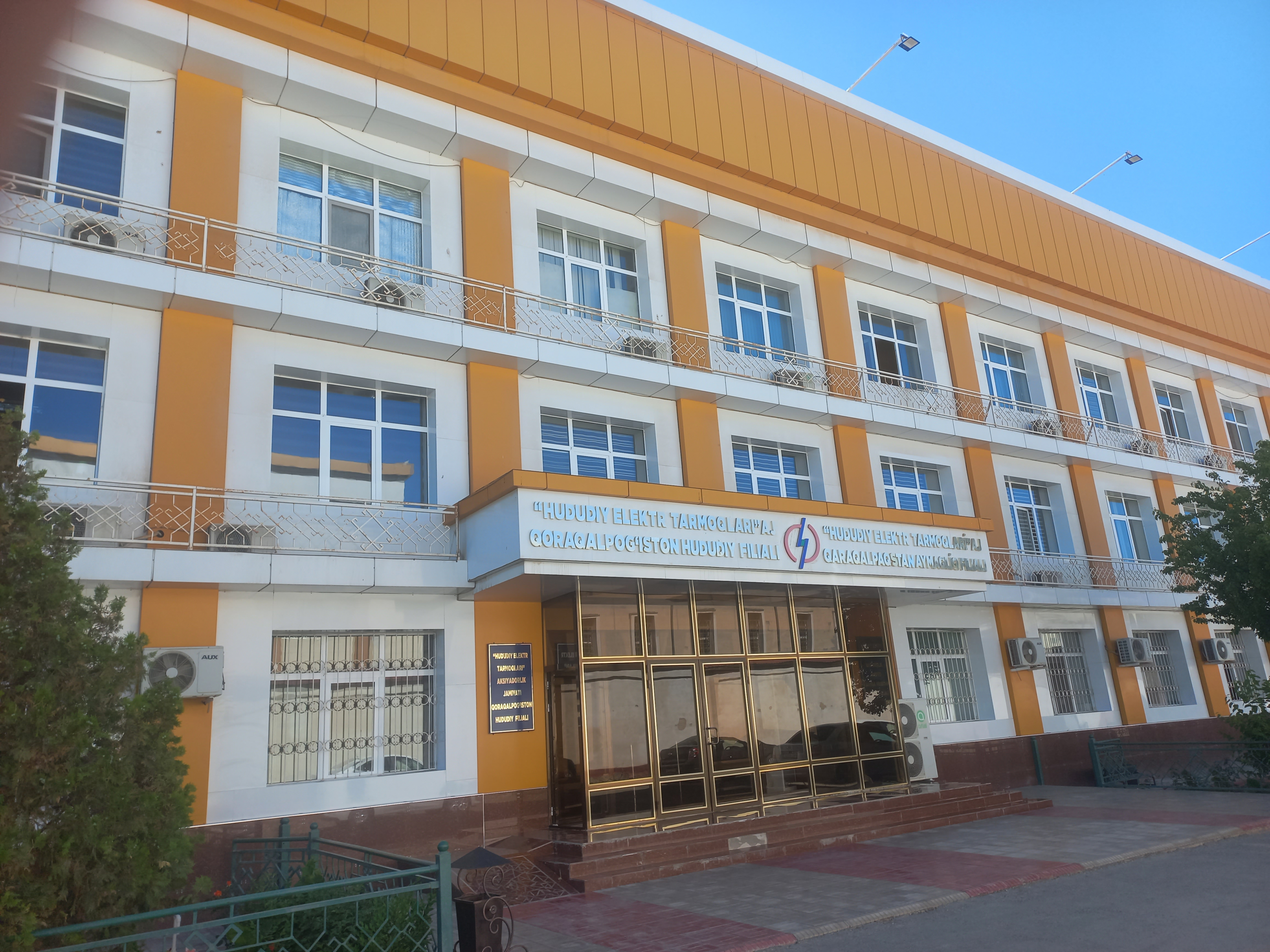
Edificio Administrativo de las redes eléctricas regionales de la República de Karakalpakistán

Existe una estructura hidroeléctrica construida en la parte baja del río Amudarya; su construcción comenzó en 1966 y fue completada en 1976. Consiste en una presa de tierra y compuertas. La longitud total de la presa es de 1650 m, su ancho es de 32 m y su altura es de 4.8 m. La sección de las compuertas tiene una longitud de 470 m y consta de 25 compuertas, cada una con una longitud de 16 m. El nivel del agua bajo la presa se eleva en promedio 5.2 m. Cuando las compuertas del nudo hidroeléctrico están completamente abiertas, se espera que pasen 10500 m³/s de agua. Las dos últimas compuertas están diseñadas para el paso de peces. 
La presa del nudo hidroeléctrico también funciona como un puente que conecta las dos orillas del río Amudarya, permitiendo el tráfico de vehículos. En la parte izquierda del nudo hidroeléctrico se construyó una esclusa. Tiene 65 m de largo y 18 m de ancho. Con la construcción de T.g., se construyó un regulador de salida de agua de 7 compuertas en el canal de Kizketken, que comienza en la orilla derecha del río. La longitud de cada compuerta es de 10 m. El caudal máximo del regulador es de 425 m³/s. A 300 m río abajo de la presa, se excavó un canal de derivación que suministra agua al canal de Suwenlli, que comienza en la orilla izquierda del río. El nudo hidroeléctrico proporciona la posibilidad de irrigar casi 1 millón de hectáreas de tierra en la República de Karakalpakstán, la provincia de Jorezm y la provincia de Dashoguz en Turkmenistán.

## Cultura

### Patrimonio
El Complejo de fortaleza de Lyshan (o complejo de la ciudad de Lyshan, Iyshan qorǵan kompleksi) - Es un monumento histórico y arquitectónico situado en el distrito de Kegeyli, República de Karakalpakistán. El objeto histórico data de los siglos XVIII y XX, y actualmente se encuentra en el territorio de la "Asociación de Ciudadanos de la Aldea Juzim Bag'ı".

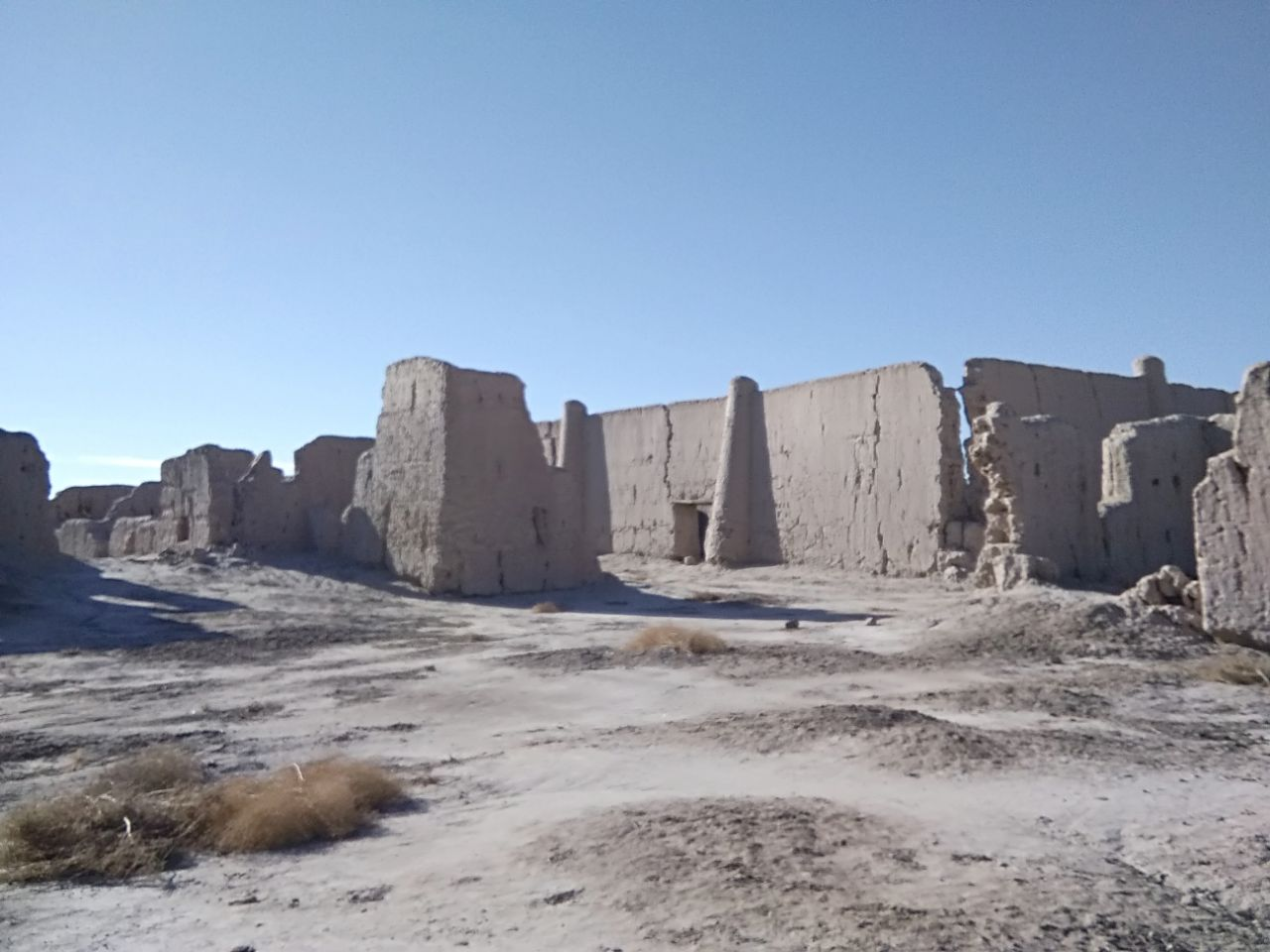
El complejo de la Fortaleza de Lyshan

El complejo de fortaleza de Lyshan fue incluido en la lista nacional de objetos de patrimonio cultural material móvil por decisión del Gabinete de Ministros de la República de Uzbekistán el 4 de octubre de 2019, y está bajo protección estatal. Actualmente, se considera propiedad estatal y está bajo la gestión operativa de la Dirección de Patrimonio Cultural de la República de Karakalpakstán. Además, el complejo de la ciudad de Lyshan está incluido, junto con otros 98 destinos históricos, en la lista de atracciones de la República de Karakalpakstán por el Gabinete de Ministros de la República de Karakalpakstán.
El complejo de fortaleza de Lyshan pertenece a los siglos XVIII y XX, y entre la población local se considera un lugar de peregrinación venerado. La historia de la construcción de la fortaleza de Lyshan está vinculada al nombre del Imam Lyshan, que vivió en los siglos XVIII-XIX. El Imam Lyshan fue una gran figura que ascendió al cargo de consejero del Kan en asuntos religiosos en el Kanato de Khiva durante el reinado de Muhammad Rahim Khan en 1806-1825. Se dice que el hijo mayor del Imam Lyshan, Atagulla, construyó la fortaleza de Lyshan. Se dice que en esa época, más de 40 (cuarenta) mil karakalpakos llegaron a la fortaleza de Lyshan con fines estacionales. En el momento en que comenzó la construcción de la fortaleza, el pueblo se llamaba "Kenjeli" (relacionado con el hijo menor del sultán). Más tarde, este nombre de pueblo se asoció con el nombre del Imam Lyshan y comenzó a llamarse "Lyshan qorǵan" (Lyshan en karakalpako) 

### Medios de Comunicación
Karakalpakstán Libre (Erkin Qaraqalpaqstan) es la publicación oficial del Consejo Supremo y del Consejo de Ministros de la República de Karakalpakstán.
Se publica 3 veces por semana en idioma karakalpako. El periódico se publicó por primera vez en diciembre de 1924 con el nombre de "Primer Paso". Más tarde, se publicó bajo los nombres "Karakalpakstán Libre" (1928), "Karakalpak Trabajador" (1928-1932), "Karakalpakstán Rojo" (1932-1957) y "Karakalpakstán Soviético" (1957-1992). Desde 1992, se publica con su nombre actual.
En 1975, se publicaba cinco veces por semana con una tirada de 66.000 ejemplares. En agosto de 2007, el periódico se imprimía tres veces por semana con una tirada de 2.700 ejemplares. Se distribuía principalmente por suscripción 
En 1968, fue galardonado con la Orden de la "Insignia de Honor". En 1994, fue galardonado con el Certificado de Honor de la República de Uzbekistán. El actual editor en jefe del periódico "Karakalpakstán Libre" es K. Reymov.
Periodistas y escritores como A. Qudabaev, Q. Áwezov, J. Qurbanov, S. Májitov, K. Qudaybergenov, T. Qayipbergenov, E. Murtazaev, Q. Begjanov, Q. Yusupov y otros han sido editores del periódico en diferentes años.

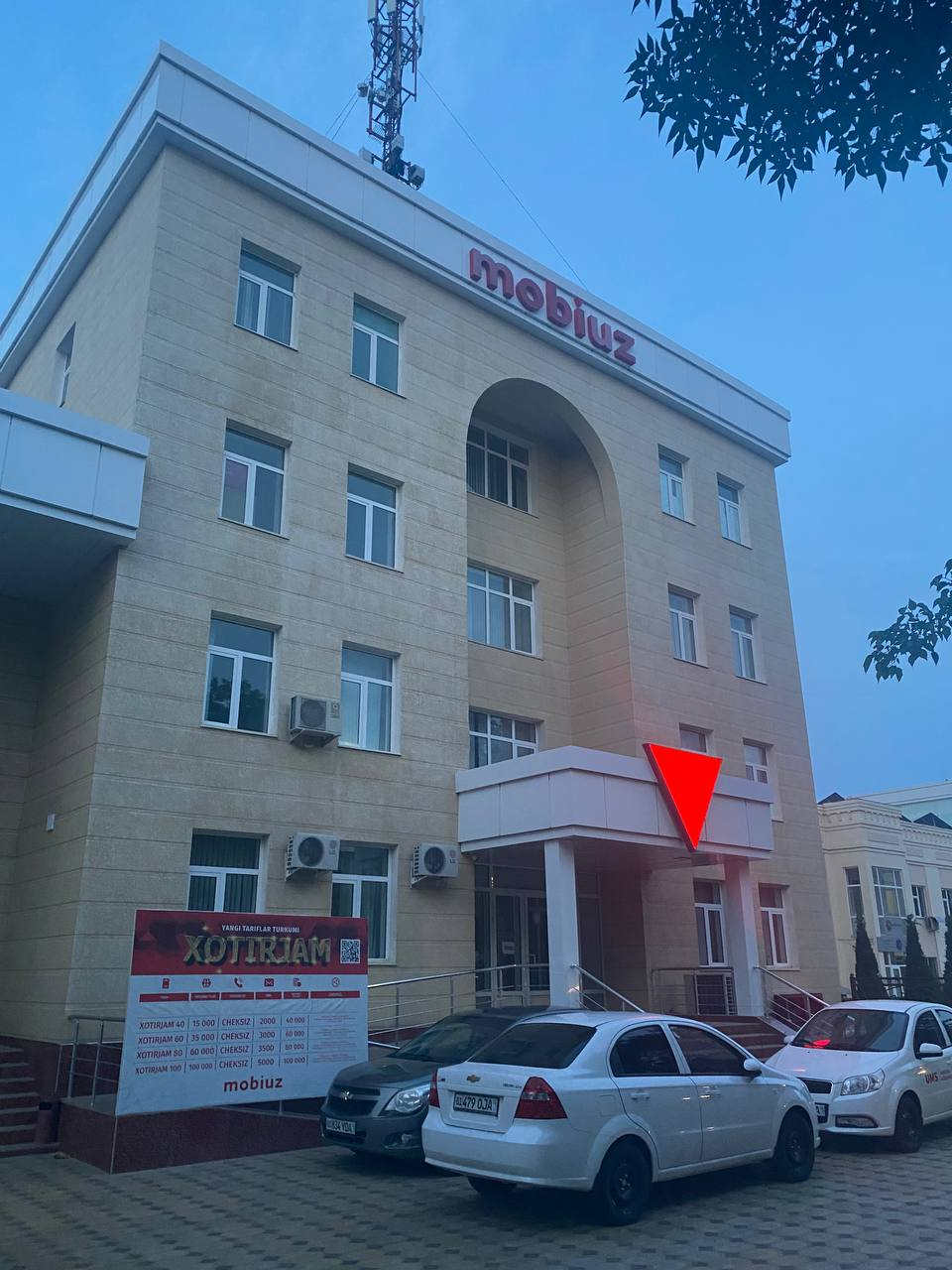
Edificio de la empresa Mobiuz, una compañía de telecomunicaciones en Nukus, Karakalpakistán, Uzbekistán

El periódico se esfuerza por reflejar la vida del pueblo karakalpako, sus puntos de vista sociopolíticos, espirituales y educativos, y plantea cuestiones relacionadas con diversos sectores de la economía de la república.
La Agencia de Noticias de Karakalpakstán (QQXA, Qaraqalpaqstan xabar agentligi ) es una entidad oficial y principal medio de la República de Karakalpakstán. La QQXA comenzó a operar en 1954 como la sección de Karakalpakstán de la entonces Agencia Telegráfica de Uzbekistán - O'zTAG. La sección se ocupaba principalmente de traducir al karakalpako las noticias de TASS y otros materiales oficiales que se publicaban en periódicos locales y se emitían por televisión y radio.
En 1976, se estableció una redacción para la preparación de noticias dentro de la sección de Karakalpakstán de O'zTAG.
Actualmente, el personal de la sección no solo se ocupa de la traducción, sino que también prepara noticias, artículos y reportajes sobre los temas más importantes del día. La plantilla se ha ampliado.
Basándose en el Decreto del Presidente de la República de Uzbekistán del 5 de febrero de 1992, después de que la Agencia Telegráfica de Uzbekistán - O'zTAG fuera reorganizada como la Agencia Nacional de Información de Uzbekistán - O'zA, se estableció la Agencia de Noticias de Karakalpakstán sobre la base de la sección de Karakalpakstán de O'zTAG. (El Consejo de Ministros de la República de Karakalpakstán es el fundador de la agencia).
A través de la Agencia Nacional de Información de Uzbekistán, la QQXA ha estado entregando a todos los medios de comunicación de nuestro país los decretos, resoluciones y órdenes emitidos por nuestro Presidente y el Gobierno, así como otros materiales de especial importancia política y de otra índole, en idioma karakalpako. Asimismo, prepara materiales oficiales relacionados con el trabajo del Consejo Supremo y el Consejo de Ministros de la República de Karakalpakstán, y cubre los eventos sociopolíticos, económicos, espirituales y educativos que tienen lugar a nivel de la república.
Jaslar TV es el primer canal juvenil no estatal que opera en idioma karakalpako en la República. El 21 de enero de 2018, inicio sus emisiones en Karakalpakistán.
El fundador del canal de televisión es Bakhytbek Elmanov. Inicialmente, la radio se transmitió en modo de prueba durante 3 meses. El 8 de marzo, comenzaron a transmitirse pequeñas secciones preparadas por los presentadores. Poco después, el canal de televisión "Jaslar TV" se convirtió en el canal popular entre los jóvenes, así como de los adultos. Hoy en día, tiene diversidad de programas de entretenimiento, programas, momentos musicales preparados por cantantes de pop, y películas y series de varios géneros del mundo del cine mundial, emitendo en uzbeko y karakalpako.
El fundador de la radio "Nókis FM", el maestro y periodista Bakhytbek Elmanov, también tenía la intención de abrir un canal de televisión juvenil junto a la radio. En 2018, logró realizar esta intención, que había estado planeando durante mucho tiempo. El 21 de enero de 2018, se fundó el primer canal de televisión no estatal en Karakalpakistán. El fundador del canal es el periodista Bakhytbek Elmanov. Este canal de televisión fue nombrado "Jaslar TV". Inicialmente, el canal se transmitió en modo de prueba durante 3 meses. Luego fue confirmado oficialmente y, a partir del 8 de marzo, comenzaron a transmitirse pequeñas secciones preparadas por los presentadores.
Al principio se prepararon los programas "Men juwap beremen" (Yo respondo) y "Tet-a-tet". Más tarde, con la ayuda de reporteros que preparaban contenido más complejo, se emitieron los programas "Jaslar live" (Jóvenes en vivo) y "Juldızlar haqqında" (Sobre las estrellas), que trataban sobre cantantes de pop. Al principio, los presentadores de radio cuyas voces habían ganado el corazón de los oyentes comenzaron a trabajar como presentadores de televisión. A través de la televisión, la presentadora de radio Elmira Ataniyazova continuó su trabajo creativo con el programa "Juldızlar haqqında", y luego Farid Orınbaev con el programa "Juldızlı xit-parad" (Hit-parade de estrellas). 
Hasta el día de hoy, el canal de televisión ha logrado muchos éxitos. Por iniciativa de Bakhytbek Elmanov, participó en varias competencias, ganando el distinciones y muchos otros resultados. Actualmente, la directora del canal de televisión es Minaykhan Palwanova. El subdirector es Bakhtiyar Qalbaev, el editor jefe es Ilham Atamuratov, el director principal es Jasurbek Ismayilov, y los editores son Muslima Mámbetniyazova y Elmira Ataniyazova. Otro logro del canal es que la mayoría de los programas se transmiten en vivo.

### Literatura
El folclore karakalpako, con una historia antigua y rica, se basa en todos los tipos de obras líricas y épicas. Las obras de género lírico incluyen canciones populares y rituales (háwjar, joqlaw, yaramazan, gúlápsan y otras), aytıs (debates, concursos de canciones), proverbios y refranes, fábulas, y trabalenguas; las obras de género épico incluyen cuentos de hadas, tolǵaw (poemas reflexivos), terme (cantos improvisados) y dástans (epopeyas). Los dástans son el género principal del folclore karakalpako y se dividen en 4 tipos (dástans heroicos, líricos, socioeconómicos e históricos). El dastán más difundido entre los karakalpakos es "Alpamıs". Asimismo, los dástans "Edige", "Qoblan" y "Qırq qız" son famosos.

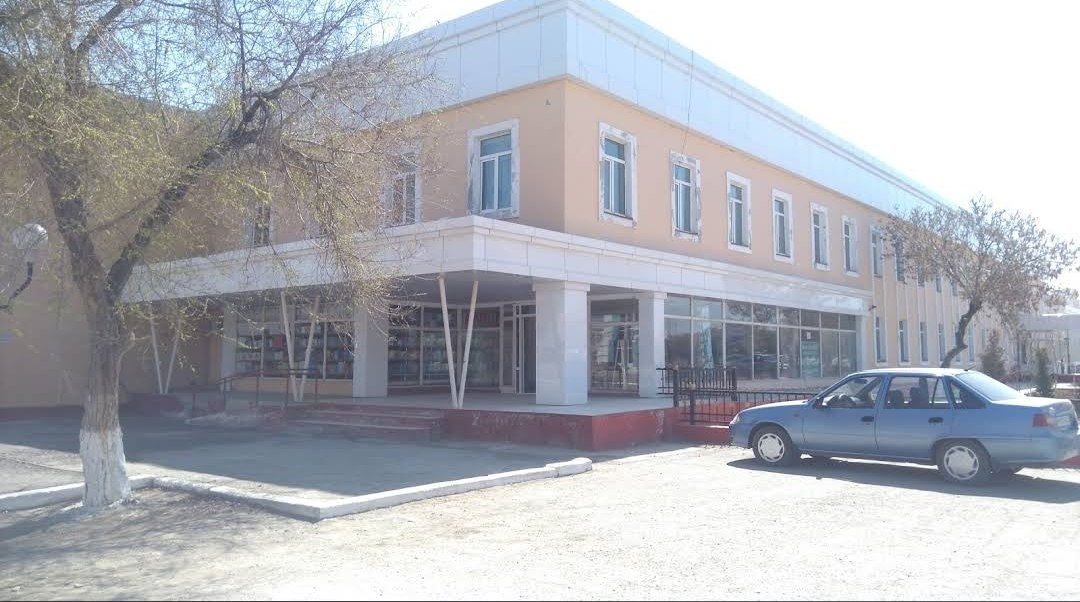
Edificio de la Unión de Escritores de Karakalpakistán, Uzbekistán

La actividad del gran poeta de la antigua literatura karakalpaka, Jiyen Jıraw (1730-1784), tiene una importancia crucial. A su traslado del pueblo karakalpako a Khorezm se dedicaron sus dástans "Ullı taw" y "Posqan el", así como otro poema suyo, "Xosh bolıń, doslar". Otro poeta, Kúnxoja, describió la vida del pueblo en su época en sus poemas. La obra de Ájiniyaz ocupa un lugar destacado entre los poetas karakalpakos que crearon en el siglo XIX. Sus obras se han publicado como colecciones separadas en karakalpako, uzbeko, kazajo y ruso. Son dignos de mención los poemas líricos, satíricos y didácticos, así como los dástans históricos del poeta Berdaq. Asimismo, las obras de poetas como Ótesh Alshınbay ulı (1828-1902), Qulmurat Qurban ulı (1845-1926), Omar Sırımbet ulı y otros ocupan un lugar merecido en la historia de la literatura karakalpaka.
A principios del siglo XX, la poesía dominó la literatura karakalpaka. En la obra de los fundadores de la literatura karakalpaka moderna como A. Musaev, S. Májitov, K. Áwezov, K. Jarmanov, I. Fazılov, N. Dáwqaraev, A. Begimov, J. Aymurzaev, D. Nazberganov, M. Dáribaev, A. Shamuratov, S. Qurbaniyazov y otros, los principales temas fueron la cultura y el conocimiento, la educación, el trabajo, la naturaleza, la amistad entre los pueblos, la igualdad de la mujer y otros problemas humanos universales. En la literatura karakalpaka de los años 20-40 del siglo XX, las ricas tradiciones de la literatura oral popular fueron ampliamente representadas en las obras de Qazı Máwlik Bekmuhammed ulı (1885-1950), A. Dabılov, S. Nurımbetov. 
En los años 1940-1945, comenzaron a crearse en la literatura karakalpaka obras periodísticas de carácter propagandístico, así como folletines, ensayos y cuentos cortos. En los años 1960-1980, las obras de teatro "Analardıńlar", "Súlder", "Insan táǵdiri" de P. Tulegenov, "Berdaq", "Qádirdan doktor" de J. Aymurzaev, y "Súymegenge súykenbe", "Aqmaq patsha" de S. Xojaniyazov adquirieron gran importancia en la dramaturgia karakalpaka. En la dramaturgia de los años 1970-1980, la tragicomedia "Una invitación al otro mundo" y la comedia "El amor del caprichoso" de K. Raxmonov (1942-2002), así como el libreto de la ópera "Ájiniyaz" de I. Yusupov, representadas en los escenarios teatrales, fueron reconocidas como nuevos e importantes eventos. La prosa karakalpaka de los años 1970-1980 se enriqueció con escritores como G. Yesemuratova, O. Pirjanov, A. Atajanov, J. Seytov, S. Batırova, X. Hamidov, K. Mambetov, O. Bekbaulov, I. Jábirleniwshiboyev, S. Saliev, M. Qayipov. En el desarrollo de la prosa karakalpaka moderna, la obra de T. Qayipbergenov ocupa un lugar especial.